# Chénérailles
Chénérailles est une commune française située dans le département de la Creuse, en région Nouvelle-Aquitaine.
De 1790 à 2014, elle a été le chef-lieu du canton de Chénérailles et, de 2001 à 2016, elle a été le siège social de la communauté de communes de Chénérailles.

## Géographie

### Généralités

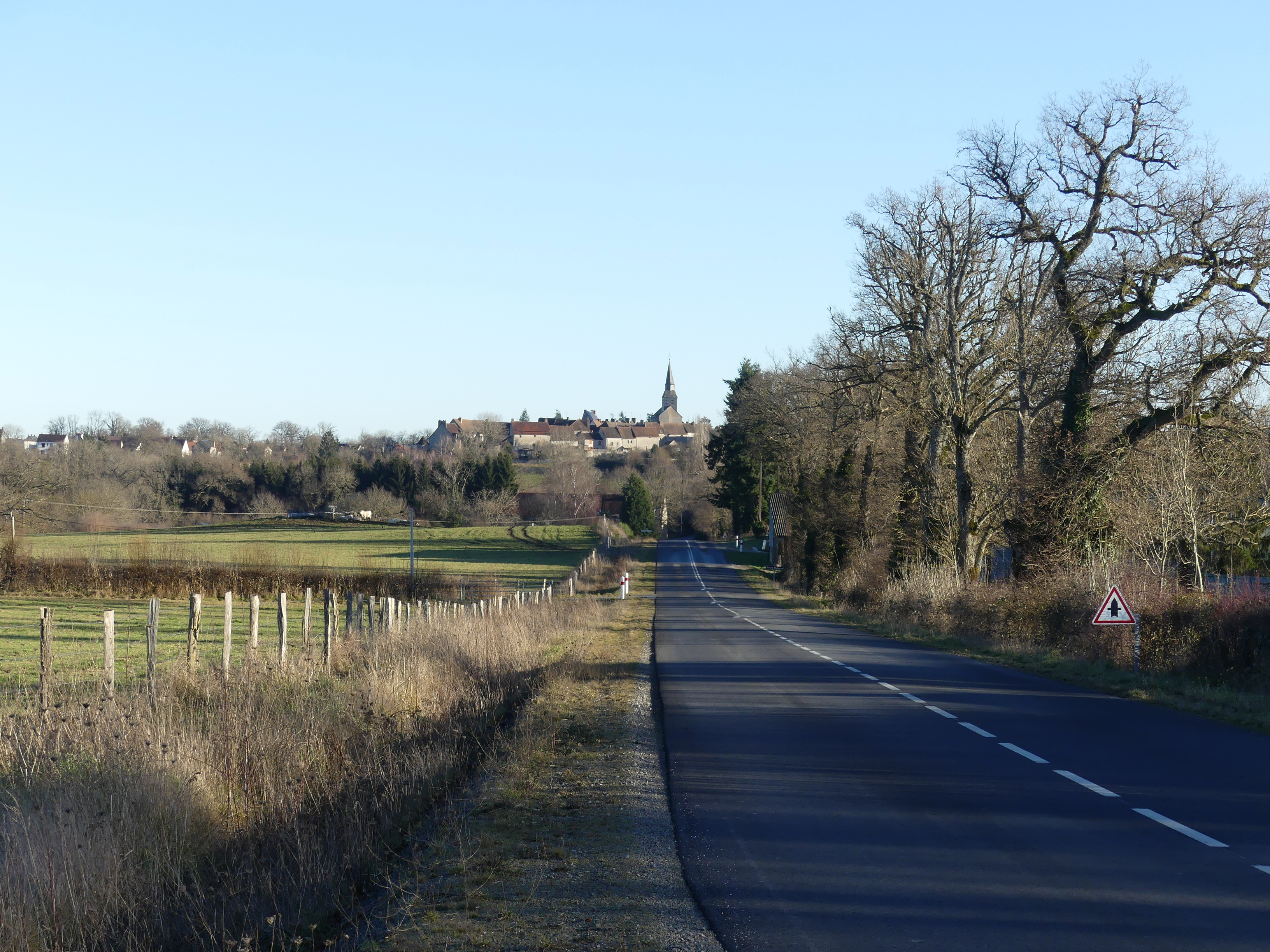
Le bourg de Chénérailles vu depuis la RD 990.

Dans le centre du département de la Creuse, la commune de Chénérailles s'étend sur 7,77 km2. Elle est arrosée par  un affluent de la Voueize, le ruisseau des Planches de Mollas qui prend sa source sur le territoire communal, sur une colline dominant un chapelet d'étangs.
L'altitude minimale, 482 ou 487 mètres, se trouve localisée à l'extrême nord-est, au bord de l'étang de Malleret, en limite de la commune de Saint-Chabrais. L'altitude maximale avec 551 ou 553 mètres est située dans le sud-ouest, en forêt communale de Chénérailles.
Implanté à l'intersection des routes départementales (RD) 4, 55, 990 et 997, le bourg de Chénérailles est situé, en distances orthodromiques, dix-huit kilomètres au nord de la sous-préfecture, Aubusson, et vingt-quatre kilomètres à l'est-sud-est de la préfecture Guéret.
La commune est également desservie par la RD 7.

### Communes limitrophes
Chénérailles est limitrophe de quatre autres communes.
|                         | Saint-Dizier-la-Tour |                |
| Saint-Pardoux-les-Cards | Chénérailles         | Saint-Chabrais |
|                         | Issoudun-Létrieix    |                |

### Hydrographie
La commune est située dans le sous-bassin de la Loire moyenne à l'intérieur du bassin Loire-Bretagne. Elle est arrosée par le ruisseau des Planches de Mollas, un affluent de la Voueize, elle-même affluent du Cher. Le ruisseau alimente un chapelet d'étangs, dont l'étang des Brochets, puis l'étang Pompeix.

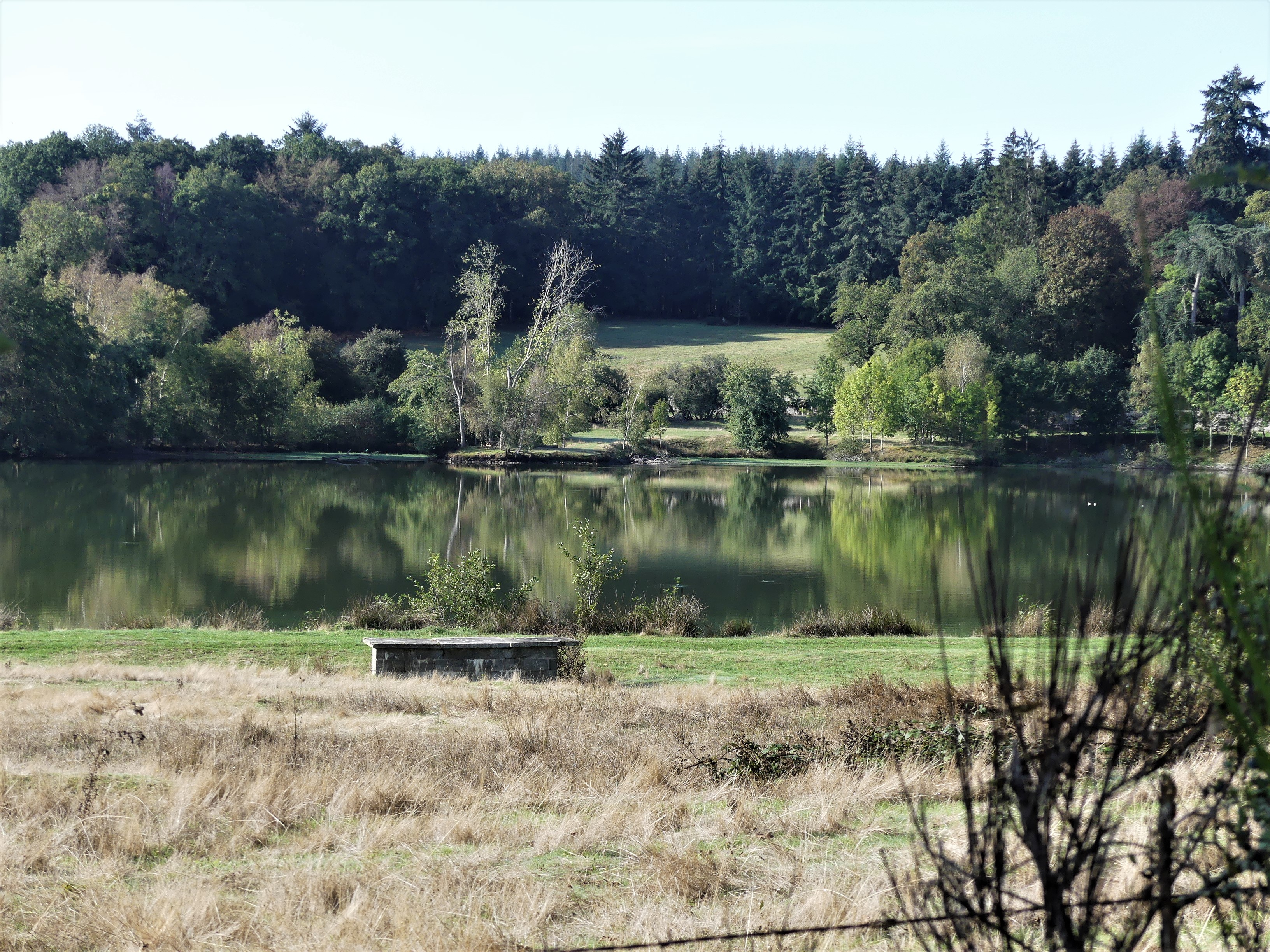
L'étang des Brochets.
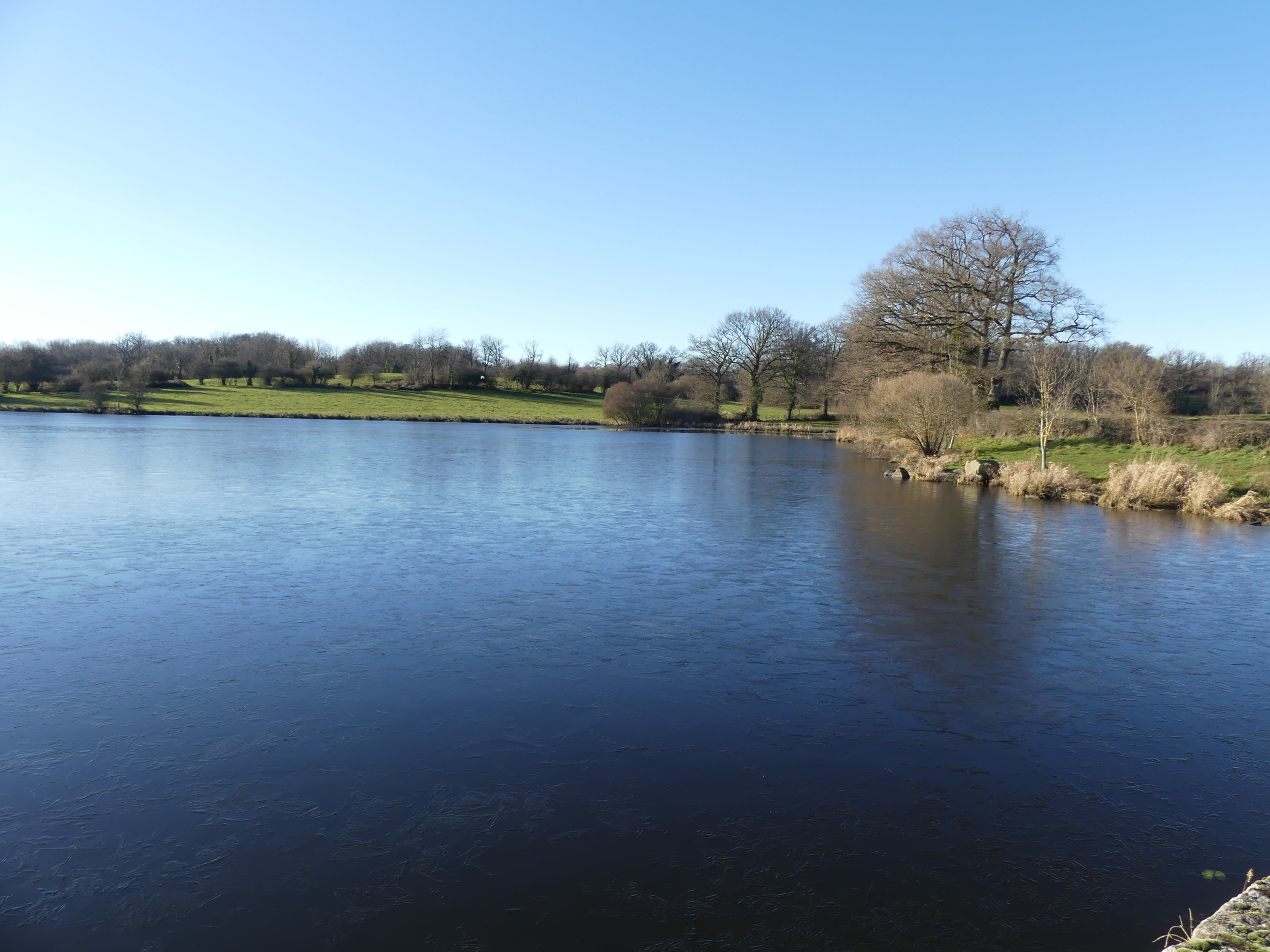
L'étang Pompeix complètement gelé.
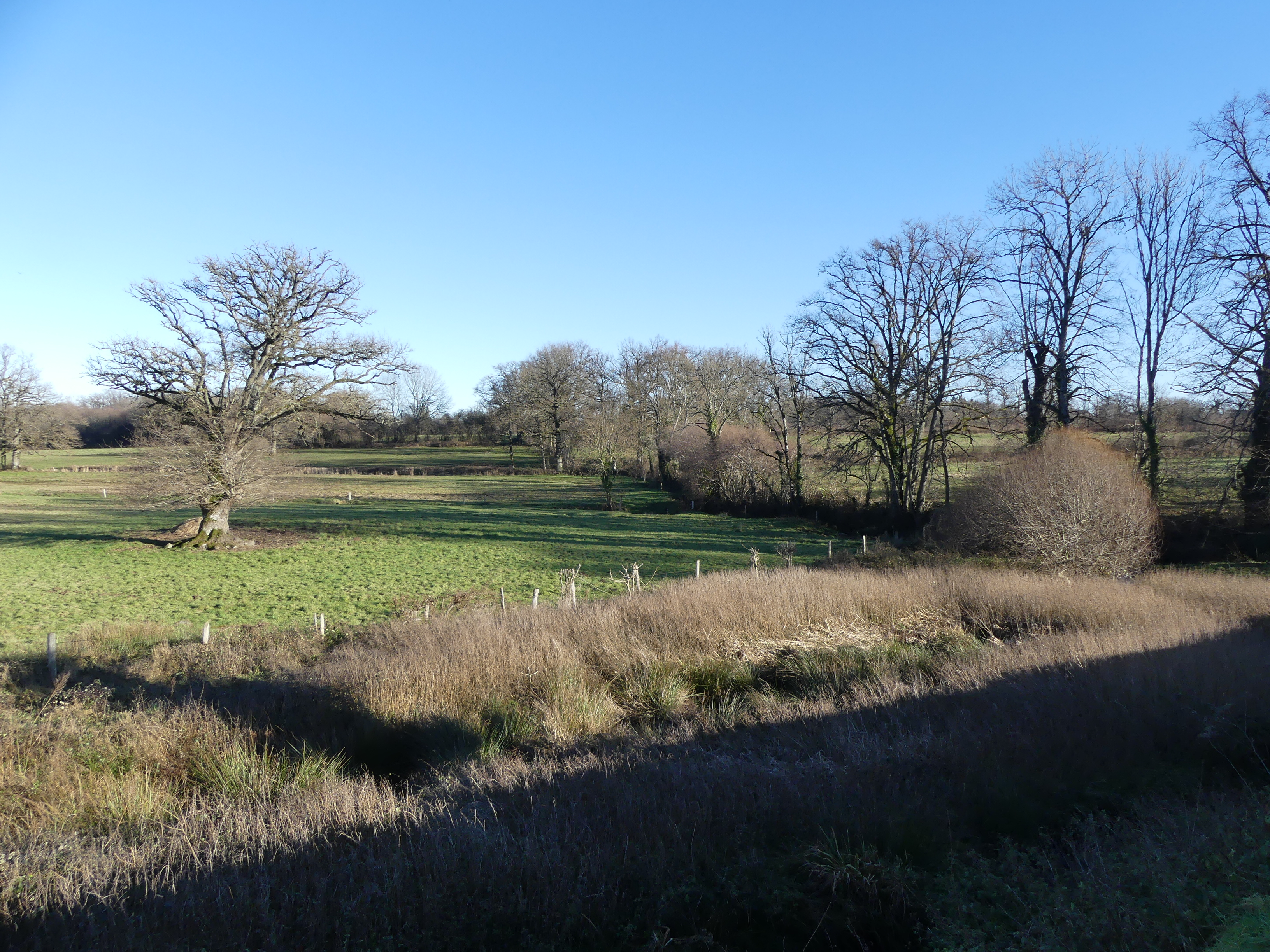
La vallée du ruisseau des Planches de Mollas en aval de l'étang Pompeix.

### Climat
Pour des articles plus généraux, voir Climat de la Nouvelle-Aquitaine et Climat de la Creuse.
Historiquement, la commune est exposée à un climat montagnard.  
En 2020, Météo-France publie une typologie des climats de la France métropolitaine dans laquelle la commune est exposée à un climat de montagne et est dans la région climatique  Ouest et nord-ouest du Massif Central, caractérisée par une pluviométrie annuelle de 900 à 1 500 mm, maximale en automne et en hiver.
Pour la période 1971-2000, la température annuelle moyenne est de 10 °C, avec  une amplitude thermique annuelle de 15,2 °C. Le cumul annuel moyen de précipitations est de 1 016 mm, avec 12,5 jours de précipitations en janvier et 7,9 jours en juillet. Pour la période 1991-2020, la température moyenne annuelle observée sur la station météorologique la plus proche, située sur la commune d'Aubusson à 17 km à vol d'oiseau, est de 10,1 °C et le cumul annuel moyen de précipitations est de 939,1 mm,. Pour l'avenir, les paramètres climatiques de la commune estimés pour 2050 selon différents scénarios d’émission de gaz à effet de serre sont consultables sur un site dédié publié par Météo-France en novembre 2022.

## Urbanisme

### Typologie
Au 1er janvier 2024, Chénérailles est catégorisée bourg rural, selon la nouvelle grille communale de densité à 7 niveaux définie par l'Insee en 2022.
Elle est située hors unité urbaine et hors attraction des villes,.

### Occupation des sols
L'occupation des sols de la commune, telle qu'elle ressort de la base de données européenne d’occupation biophysique des sols Corine Land Cover (CLC), est marquée par l'importance des territoires agricoles (68,2 % en 2018), une proportion sensiblement équivalente à celle de 1990 (68,5 %). La répartition détaillée en 2018 est la suivante : 
prairies (50,8 %), forêts (17,1 %), zones agricoles hétérogènes (12,9 %), zones urbanisées (8 %), eaux continentales (6,7 %), terres arables (4,5 %). L'évolution de l’occupation des sols de la commune et de ses infrastructures peut être observée sur les différentes représentations cartographiques du territoire : la carte de Cassini (XVIIIe siècle), la carte d'état-major (1820-1866) et les cartes ou photos aériennes de l'IGN pour la période actuelle (1950 à aujourd'hui).

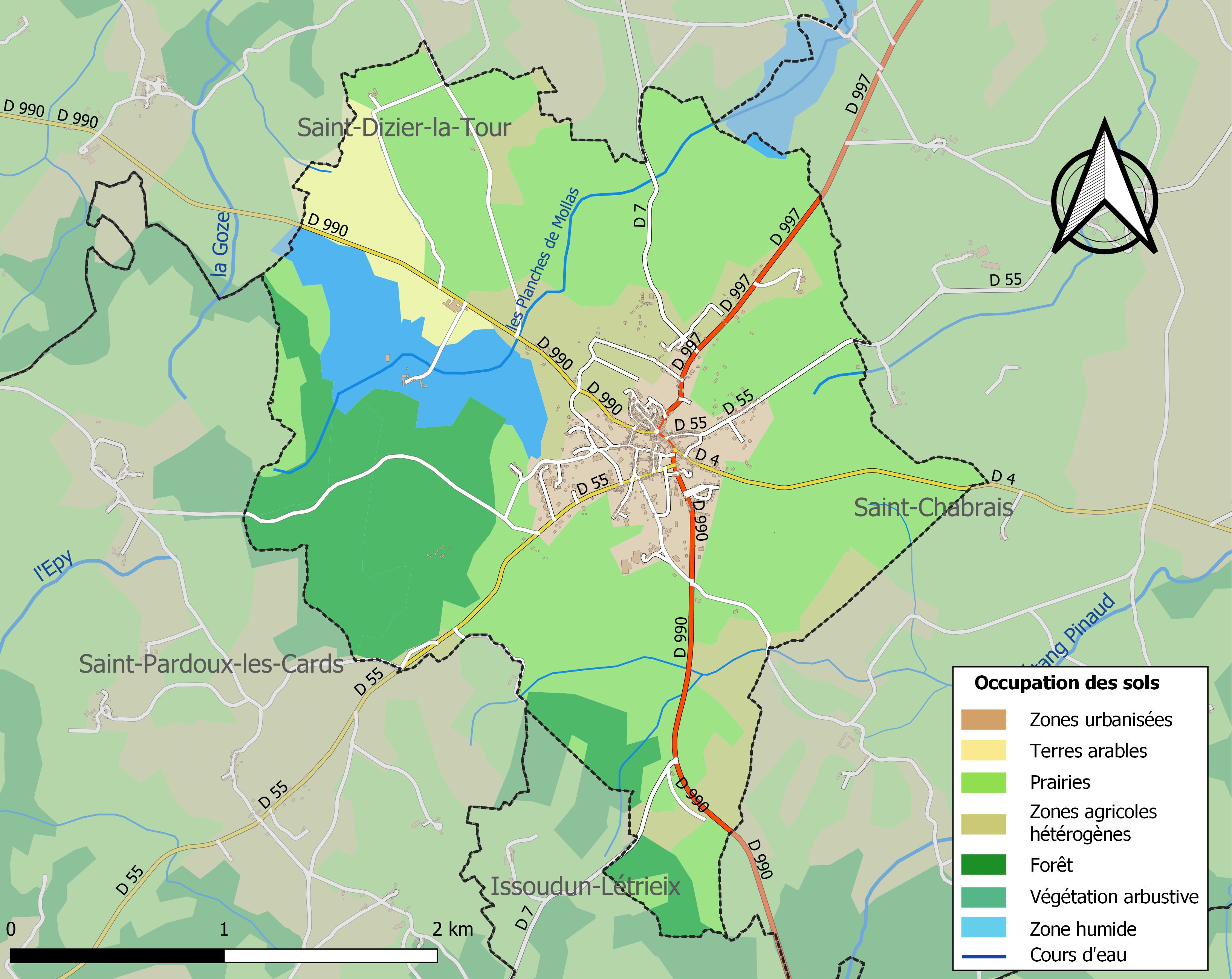
Carte des infrastructures et de l'occupation des sols de la commune en 2018 (CLC).
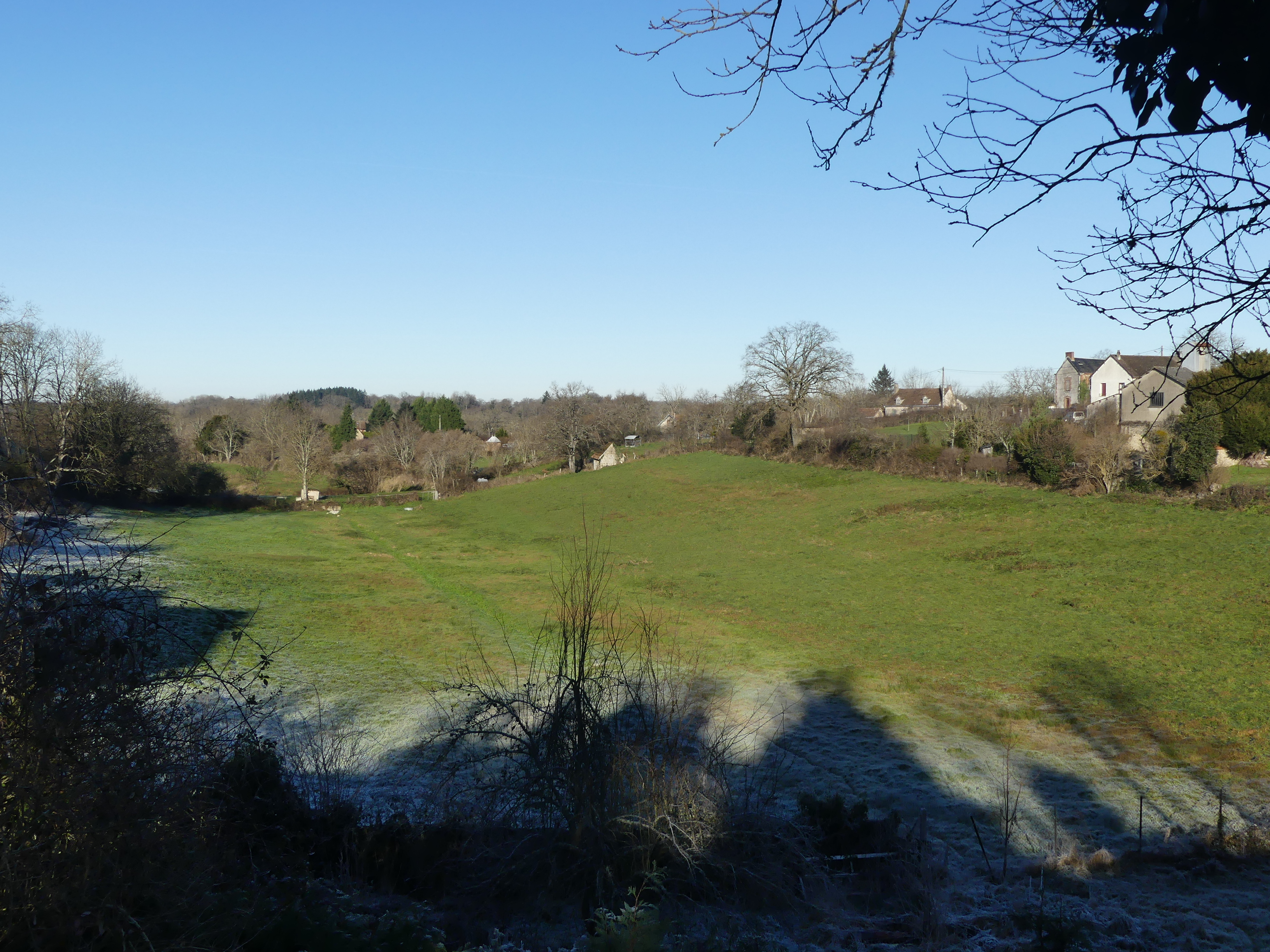
Pré au nord-ouest de la route départementale 997, en bordure du bourg.
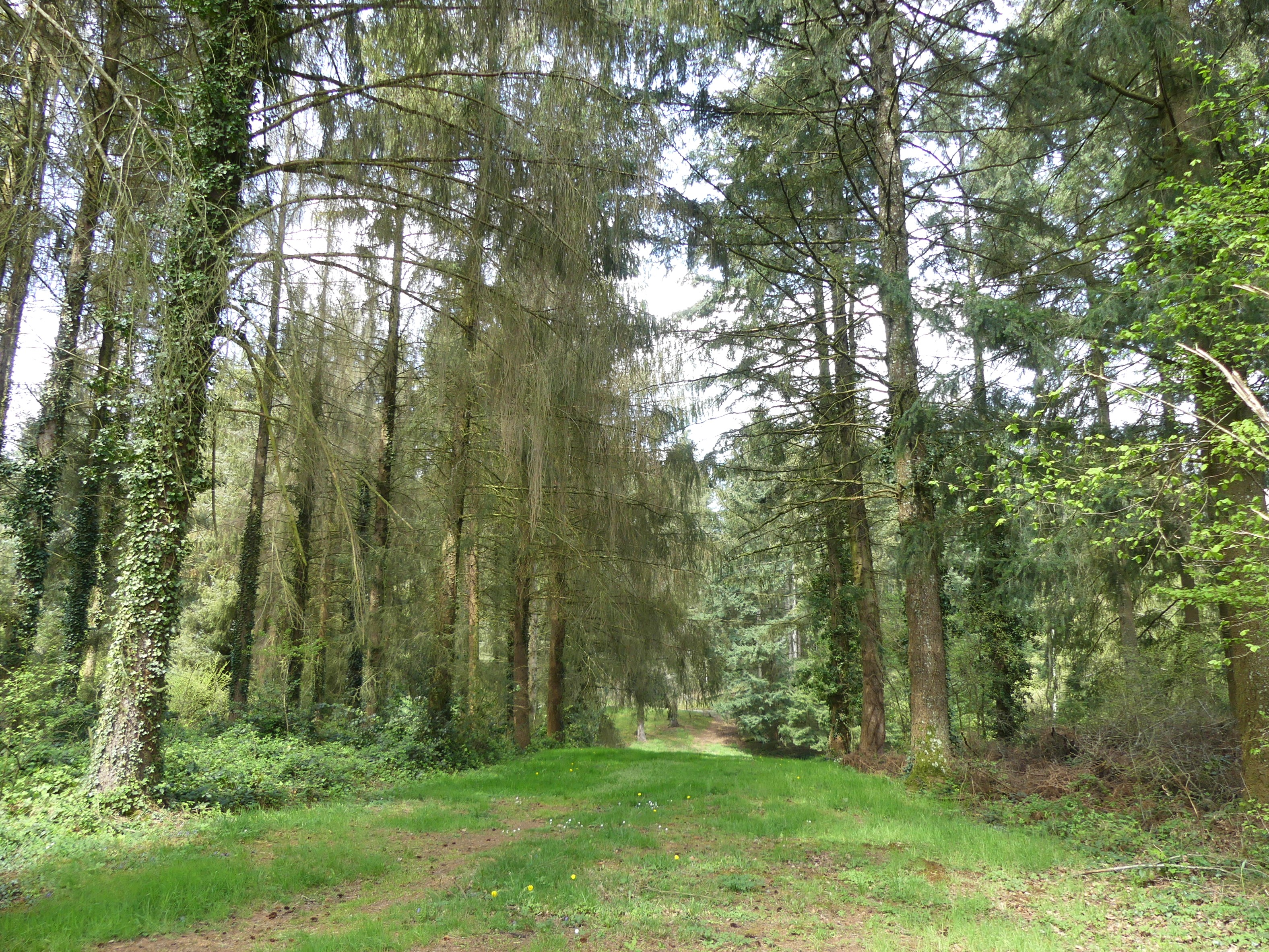
La forêt communale de Chénérailles.

### Villages, hameaux et lieux-dits
Outre le bourg de Chénérailles proprement dit, le territoire communal se compose de villages ou de hameaux, ainsi que de lieux-dits :
- Bas Gros
- Basse Malgane
- la Belle Jasse
- le Calvaire
- le Châtelard
- le Chazèraud
- le Colombier
- les Coutures
- l’Eau Bonne
- Étang des Brochets
- Étang du Cante
- Étang Pompeix
- la Font Vert
- la Forêt
- Forêt Communale de Chénérailles
- Gardavaud
- Haute Malgane
- le Houx
- le Janot
- Peyrusse
- Peyrusse Haut
- le Plan Bonny
- le Pra Soulier
- les Rives
- le Trésorier
- la Tuilerie
- Vaugueix
- Villardy.

### Transports en commun
- Réseau TransCreuse

### Risques majeurs
Le territoire de la commune de Chénérailles est vulnérable à différents aléas naturels : météorologiques (tempête, orage, neige, grand froid, canicule ou sécheresse) et séisme (sismicité faible). Il est également exposé à un risque particulier : le risque de radon. Un site publié par le BRGM permet d'évaluer simplement et rapidement les risques d'un bien localisé soit par son adresse soit par le numéro de sa parcelle.

#### Risques naturels

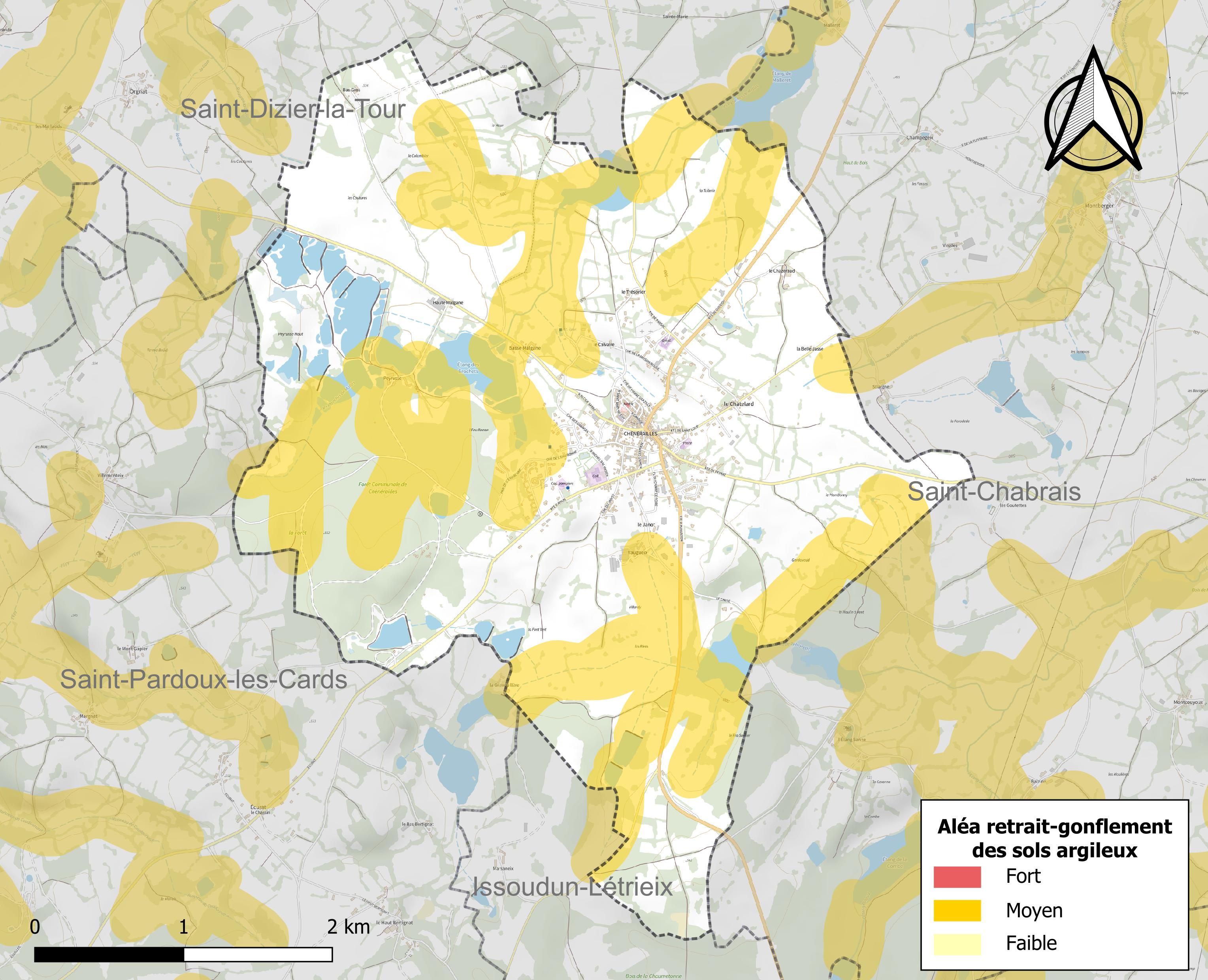
Carte des zones d'aléa retrait-gonflement des sols argileux de Chénérailles.

Le retrait-gonflement des sols argileux est susceptible d'engendrer des dommages importants aux bâtiments en cas d’alternance de périodes de sécheresse et de pluie. 37 % de la superficie communale est en aléa moyen ou fort (33,6 % au niveau départemental et 48,5 % au niveau national). Sur les 516 bâtiments dénombrés sur la commune en 2019, 105 sont en aléa moyen ou fort, soit 20 %, à comparer aux 25 % au niveau départemental et 54 % au niveau national. Une cartographie de l'exposition du territoire national au retrait gonflement des sols argileux est disponible sur le site du BRGM,.
Par ailleurs, afin de mieux appréhender le risque d’affaissement de terrain, l'inventaire national des cavités souterraines permet de localiser celles situées sur la commune.
La commune a été reconnue en état de catastrophe naturelle au titre des dommages causés par les inondations et coulées de boue survenues en 1982 et 1999. Concernant les mouvements de terrains, la commune a été reconnue en état de catastrophe naturelle au titre des dommages causés par des mouvements de terrain en 1999.

#### Risque particulier
Dans plusieurs parties du territoire national, le radon, accumulé dans certains logements ou autres locaux, peut constituer une source significative d’exposition de la population aux rayonnements ionisants. Certaines communes du département sont concernées par le risque radon à un niveau plus ou moins élevé. Selon la classification de 2018, la commune de Chénérailles est classée en zone 3, à savoir zone à potentiel radon significatif.

## Toponymie
La première mention historique connue du lieu date de la période 1154-1158 où sont évoqués des burgenses de Chanalelis et un rector Ecclesiae Chanalelis. Le cartulaire de l'abbaye de Bonlieu mentionne entre 1214 et 1222 les formes Chanalelhas et Chanarelas. Ces graphies ont été rapprochées de canaliculas représentant un diminutif de canalis, signifiant donc « petit canal » ou « petit chenal », en référence possible à des canaux qui auraient alimenté en eau les fossés entourant partiellement la bourgade.
En est issu le nom occitan Chanalhas

## Histoire
L'origine de Chénérailles (Canalis) est fort ancienne. Elle remonte certainement à l'époque romaine, ainsi que le prouvent plusieurs urnes pleines de cendres, mêlées à des médailles des empereurs Maximien, Gallien, Gordien, Licinius, etc. qu'on y a trouvées.
C'était autrefois une ville forte, au milieu de laquelle il y avait une roche élevée dont le sommet était couronné par un château détruit depuis longtemps et dont l'emplacement est de nos jours occupé par l'église paroissiale Saint-Barthélémy (XIIIe siècle) qui abrite un haut-relief dédié à Barthélémy de la Place, prêtre mort en 1300 et considéré comme le fondateur de cette église.
Chénérailles a beaucoup souffert de la guerre contre les Anglais au début du XVe siècle. Elle fut même presque entièrement détruite, mais Jacques et Bernard d'Armagnac, comtes de la Marche, la firent reconstruire de 1430 à 1440. Le premier de ces comtes confirma plusieurs privilèges qui avaient été accordés à Chénérailles, en 1265, par Hugues XII de Lusignan. En 1592, cette ville soutint un siège pour la Ligue. Elle opposa aux royalistes une vigoureuse résistance, et ne se rendit qu'après un blocus de huit mois, lorsque la garnison et les habitants eurent épuisé tous leurs moyens de subsistance.
La localité a été siège d'un arrondissement du département de Guéret lors de la création des assemblées provinciales. De 1790 à 2015, Chénérailles a été le chef-lieu d'un canton de la Creuse.

## Politique et administration

### Rattachements administratifs et électoraux
Dès 1790, la commune de Chénérailles est rattachée au canton de Chénérailles qui dépend du district d'Aubusson jusqu'en 1795, date de suppression des districts. En 1801, le canton est rattaché à l'arrondissement d'Aubusson.
Dans le cadre de la réforme de 2014 définie par le décret du 21 février 2014, ce canton disparaît aux élections départementales de mars 2015. La commune est alors rattachée électoralement au canton de Gouzon pour l'élection des conseillers départementaux à partir de 2015.
Pour les élections législatives, la commune fait partie depuis 2012 de la circonscription unique.

### Intercommunalité
Chénérailles a d'abord fait partie de la communauté de communes de Chénérailles qui, au 1er janvier 2017, fusionne avec deux autres intercommunalités pour former la communauté de communes Marche et Combraille en Aquitaine dont le siège est à Auzances.

### Administration municipale
La population de la commune étant comprise entre 500 et 1 499 habitants au recensement de 2017, quinze conseillers municipaux ont été élus en 2020,.

### Liste des maires

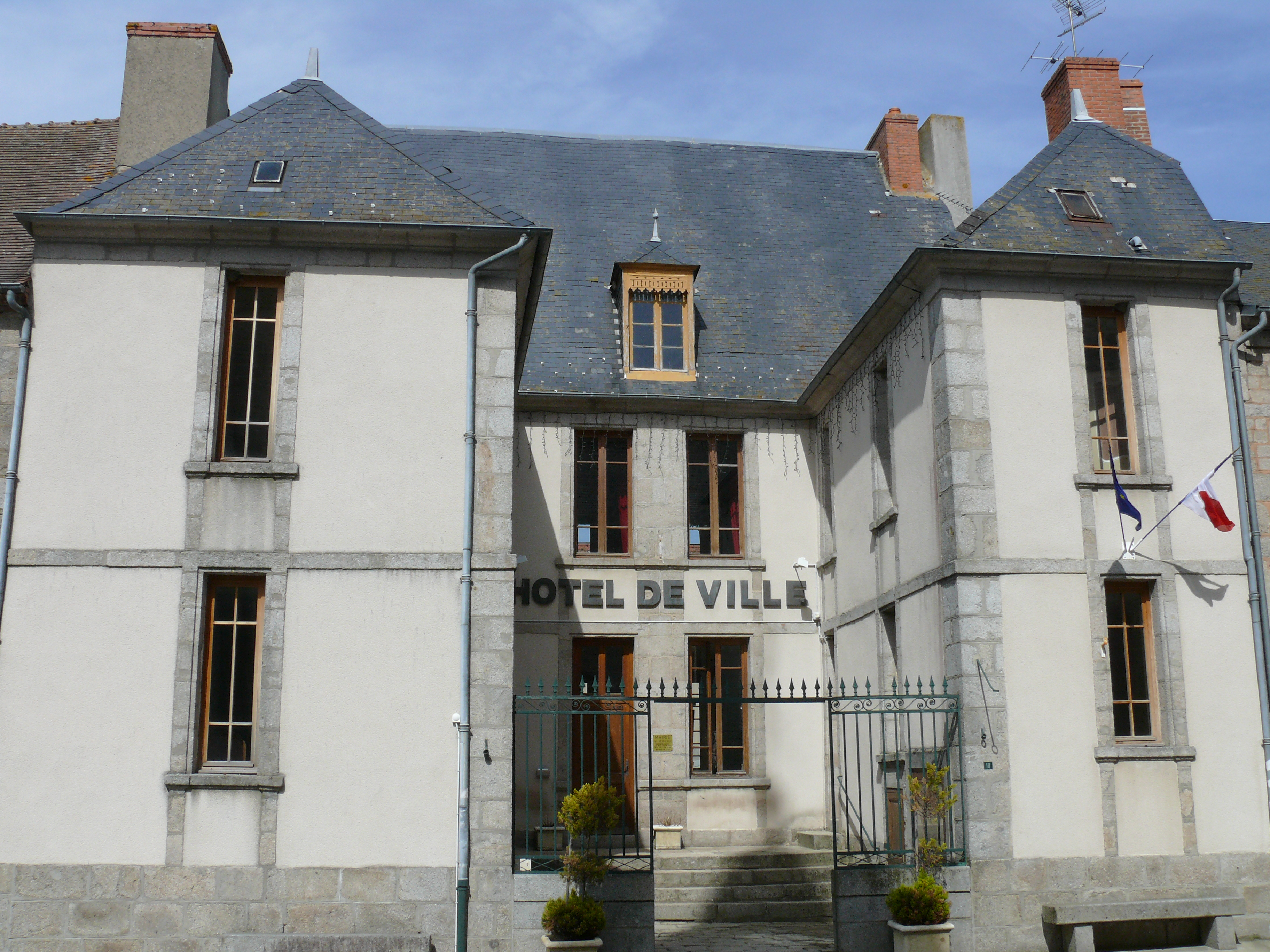
L'hôtel de ville de Chénérailles.

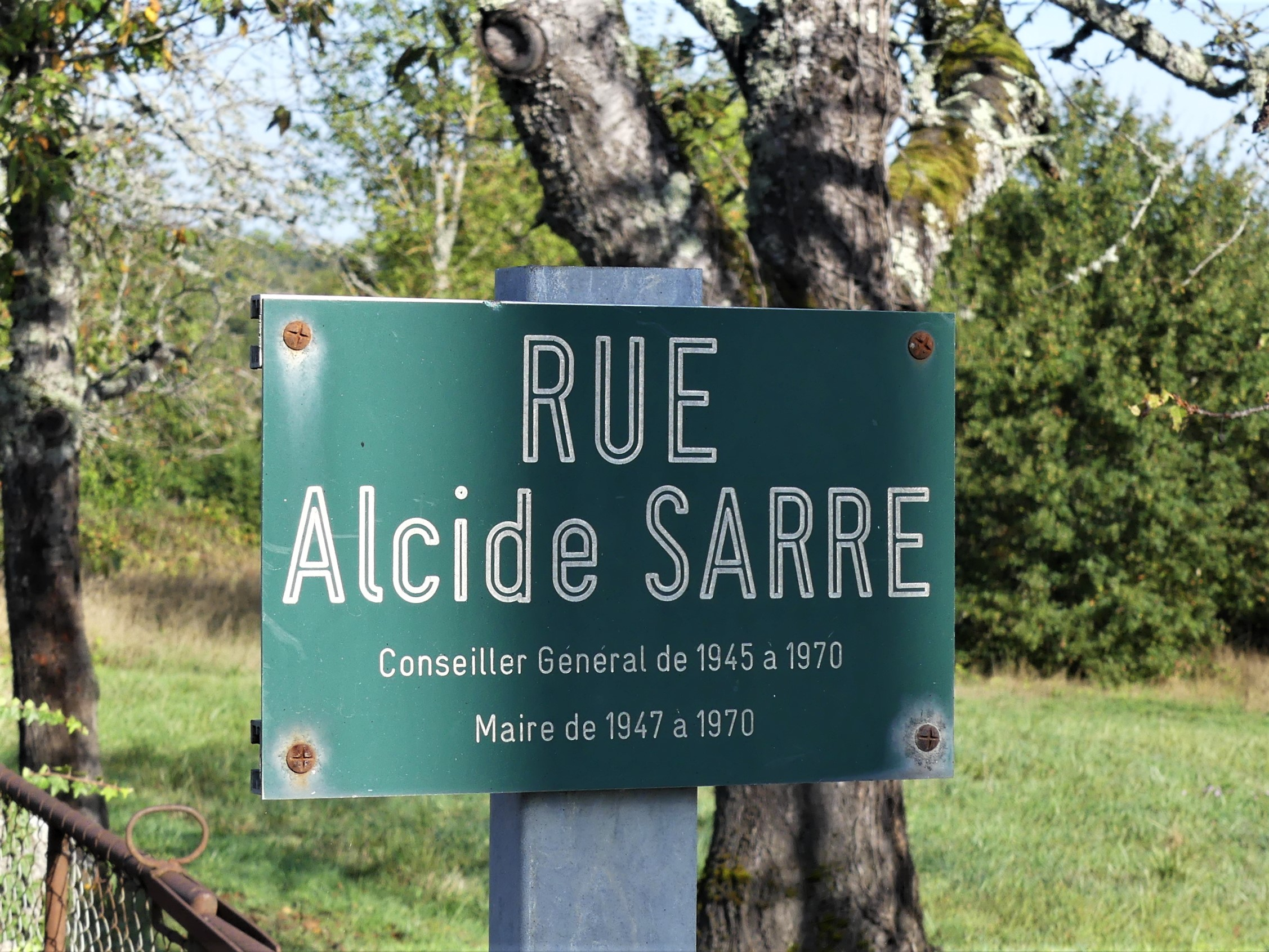
Plaque de rue au nom d'Alcide Sarre, maire de Chénérailles de 1947 à 1970.

| Période                                  | Période  | Identité                        | Étiquette            | Qualité |
| ---------------------------------------- | -------- | ------------------------------- | -------------------- | --- |
| Les données manquantes sont à compléter. |          |                                 |                      | |
| 1794                                     | 1801     | Rebière                         |                      | |
| 1801                                     | 1803     | Joseph Faure                    |                      | |
| 1803                                     | 1811     | François Toussaint Bussière     |                      | |
| 1811                                     | 1816     | Nicolas Vertadier               |                      | |
| 1816                                     | 1821     | Assolant                        |                      | |
| 1821                                     | 1830     | Télémaque Faure                 |                      | |
| 1830                                     | 1832     | Victor Fourot                   |                      | |
| 1832                                     | 1837     | Louis Joachim Béraud            |                      | Notaire Conseiller général du canton de Chénérailles (1833-1842)                                                                 |
| 1838                                     | 1848     | Pierre Bonnet                   |                      | Chef de bataillon retraité |
| 1849                                     | 1853     | Annet Julien Vergniaud          |                      | |
| 1853                                     | 1855     | Jean-Jacques Léonard Chatellard |                      | Notaire |
| 1855                                     | 1859     | Gilbert Déprié                  |                      | Notaire |
| 1859                                     | 1870     | Antoine Lemasson                | Catholicisme libéral | Notaire |
| 1870                                     | 1874     | Silvain Lemut                   |                      | |
| 1874                                     | 1878     | Jacques Parry                   |                      | |
| 1878                                     | 1888     | Paul Lachambre                  |                      | Médecin Conseiller général du canton de Chénérailles (1888-1895)                                                                 |
| 1888                                     | 1892     | Stéphane Pageix                 |                      | |
| 1892                                     | 1904     | Paul Lachambre                  |                      | |
| 1904                                     | 1919     | Léonce Marlaud                  | PRRS                 | Conseiller général du canton de Chénérailles (1901-1914) Député (1912-1914)                                                      |
| 1919                                     | 1921     | Georges Larché                  |                      | Médecin |
| 1921                                     |          | Léonce Marlaud                  | PRRS                 | |
|                                          |          |                                 |                      | |
|                                          | 1935     | Gustave Mazedier                |                      | |
| 1935                                     | 1947     | Édouard Bellegy                 |                      | |
| 1947                                     | 1970     | Alcide Sarre                    | SFIO                 | Conseiller général du canton de Chénérailles (1945-1970)                                                                         |
| 1970                                     | 1977     | Michel Balandier                |                      | |
|                                          |          |                                 |                      | |
| 1983                                     | 1989     | Pierre Lavédrine                | UDR puis RPR         | Conseiller général du canton de Chénérailles (1970-1994)                                                                         |
| 1989                                     | 1995     | Léo Delcour                     |                      | |
| 1995                                     | 2008     | Gérard Berthelet                |                      | |
| 2008                                     | mai 2020 | Bernard Robin                   | UMP puis LR          | Agriculteur retraité |
| mai 2020                                 | En cours | Alexandre Verdier               | DVD                  | Enseignant en taille de pierres au lycée des métiers du bâtiment, Président de la CC Marche et Combraille en Aquitaine (2021 → ) |

## Équipements et services publics

### Enseignement
Dépendant de l'académie de Limoges, Chénérailles dispose début 2022 d'un groupe scolaire public regroupant école maternelle et école élémentaire ainsi que d'un collège public, le collège Simone-Veil.

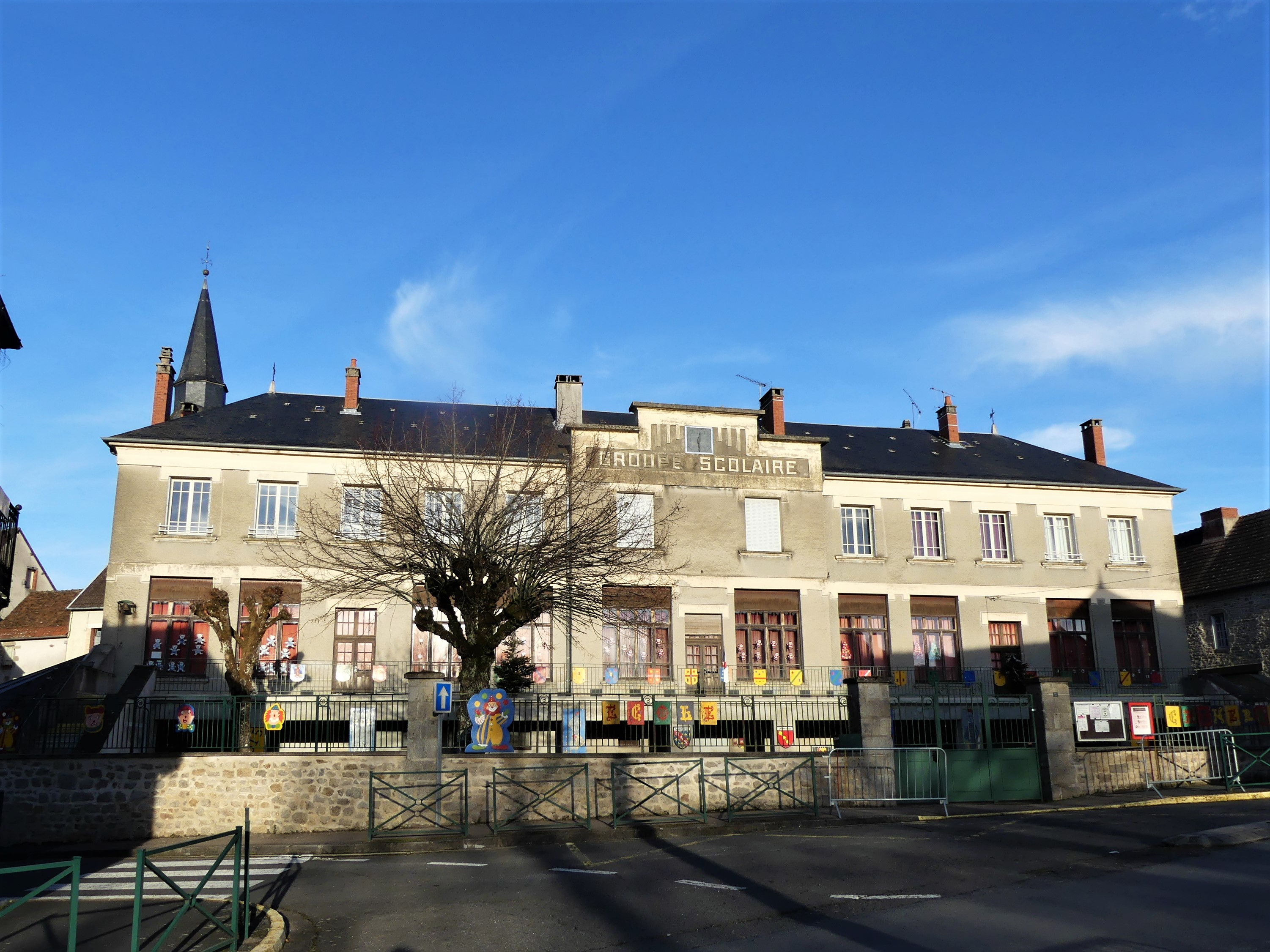
Le groupe scolaire de Chénérailles.
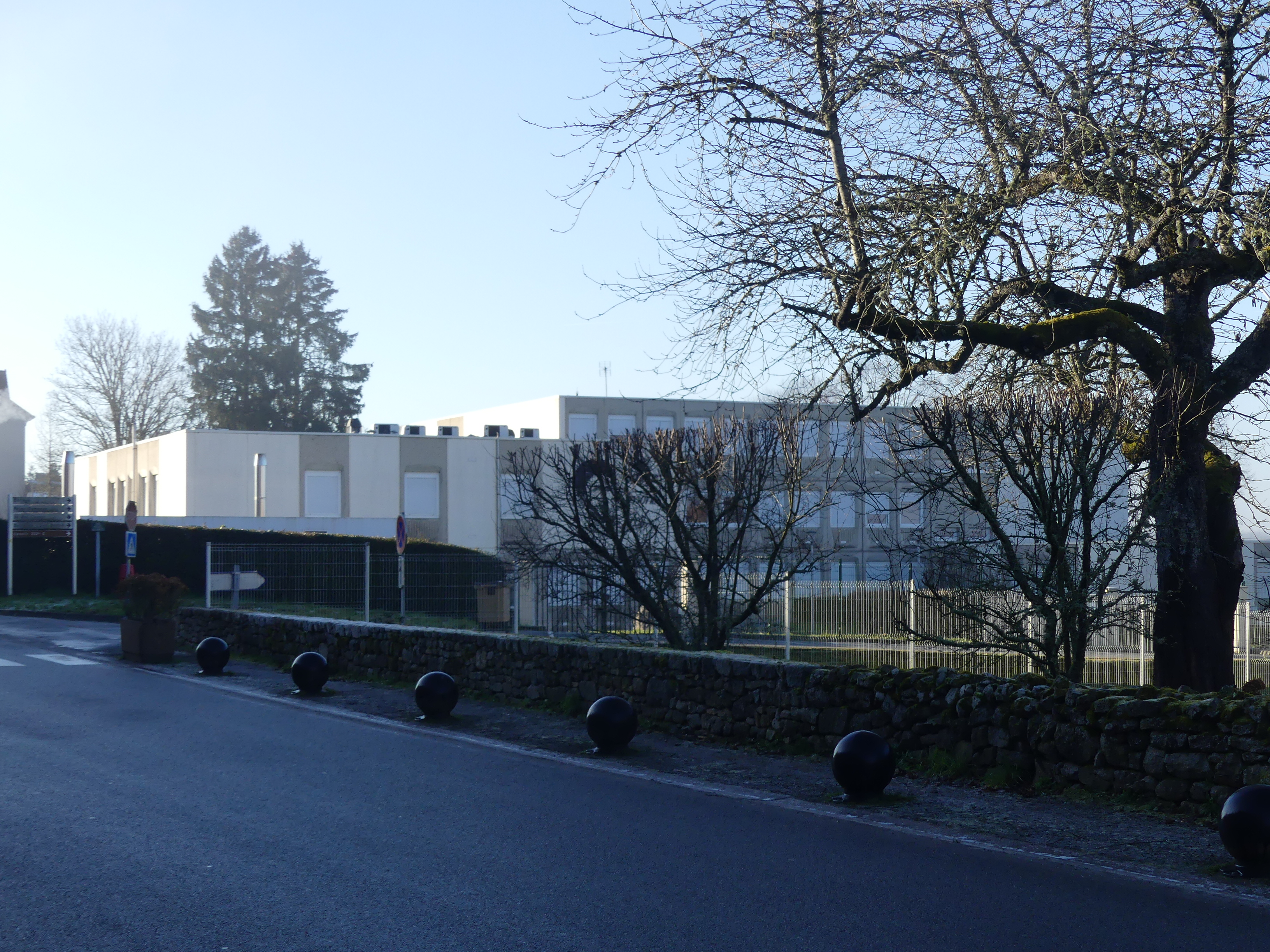
Le collège Simone-Veil.

### Postes et télécommunications
Un bureau de poste se situe dans le bourg.

### Justice
Dans le domaine judiciaire, Chénérailles relève : 
- du tribunal judiciaire, du tribunal pour enfants, du conseil de prud'hommes et du tribunal de commerce de Guéret ;
- du pôle Nationalité du tribunal judiciaire de Guéret (compétent uniquement dans le domaine de la nationalité) ;
- de la cour d'appel et du tribunal administratif de Limoges ;
- de la cour administrative d'appel de Bordeaux.

### Secours
Un centre de secours est implanté route d'Ahun à Chénérailles.

### Sécurité

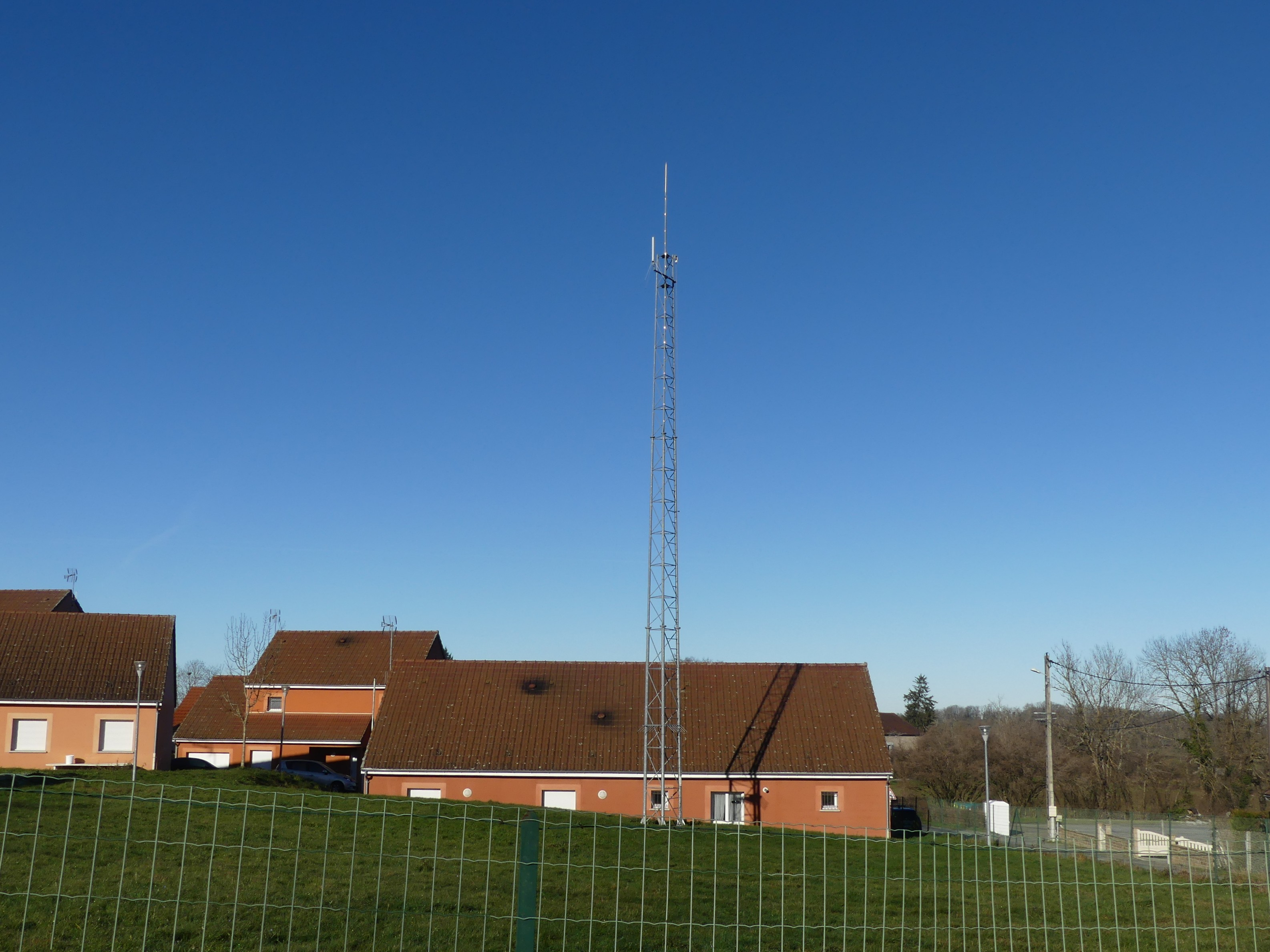
Le bâtiment de la gendarmerie.

La brigade territoriale de proximité de la gendarmerie nationale est implantée dans le bourg, route de Parsac.

## Population et société

### Démographie
L'évolution du nombre d'habitants est connue à travers les recensements de la population effectués dans la commune depuis 1793. Pour les communes de moins de 10 000 habitants, une enquête de recensement portant sur toute la population est réalisée tous les cinq ans, les populations de référence des années intermédiaires étant quant à elles estimées par interpolation ou extrapolation. Pour la commune, le premier recensement exhaustif entrant dans le cadre du nouveau dispositif a été réalisé en 2007.

En 2022, la commune comptait 736 habitants, en évolution de −3,54 % par rapport à 2016 (Creuse : −3,32 %, France hors Mayotte : +2,11 %).
| 1793 | 1800 | 1806 | 1821 | 1831  | 1836  | 1841  | 1846  | 1851  |
| ---- | ---- | ---- | ---- | ----- | ----- | ----- | ----- | ----- |
| 800  | 709  | 811  | 956  | 1 028 | 1 089 | 1 079 | 1 101 | 1 106 |

| 1856  | 1861  | 1866  | 1872  | 1876  | 1881  | 1886  | 1891  | 1896  |
| ----- | ----- | ----- | ----- | ----- | ----- | ----- | ----- | ----- |
| 1 050 | 1 048 | 1 099 | 1 105 | 1 076 | 1 155 | 1 201 | 1 263 | 1 149 |

| 1901  | 1906  | 1911  | 1921  | 1926 | 1931 | 1936 | 1946 | 1954 |
| ----- | ----- | ----- | ----- | ---- | ---- | ---- | ---- | ---- |
| 1 109 | 1 122 | 1 028 | 1 027 | 965  | 887  | 905  | 872  | 847  |

| 1962 | 1968 | 1975 | 1982 | 1990 | 1999 | 2006 | 2007 | 2012 |
| ---- | ---- | ---- | ---- | ---- | ---- | ---- | ---- | ---- |
| 770  | 729  | 674  | 685  | 794  | 759  | 740  | 737  | 765  |

| 2017 | 2022 | - | - | - | - | - | - | - |
| ---- | ---- | - | - | - | - | - | - | - |
| 760  | 736  | - | - | - | - | - | - | - |

### Manifestations culturelles et festivités
- Foire aux chevaux, chaque année, les deuxièmes dimanches de mai et d'octobre.

### Sports

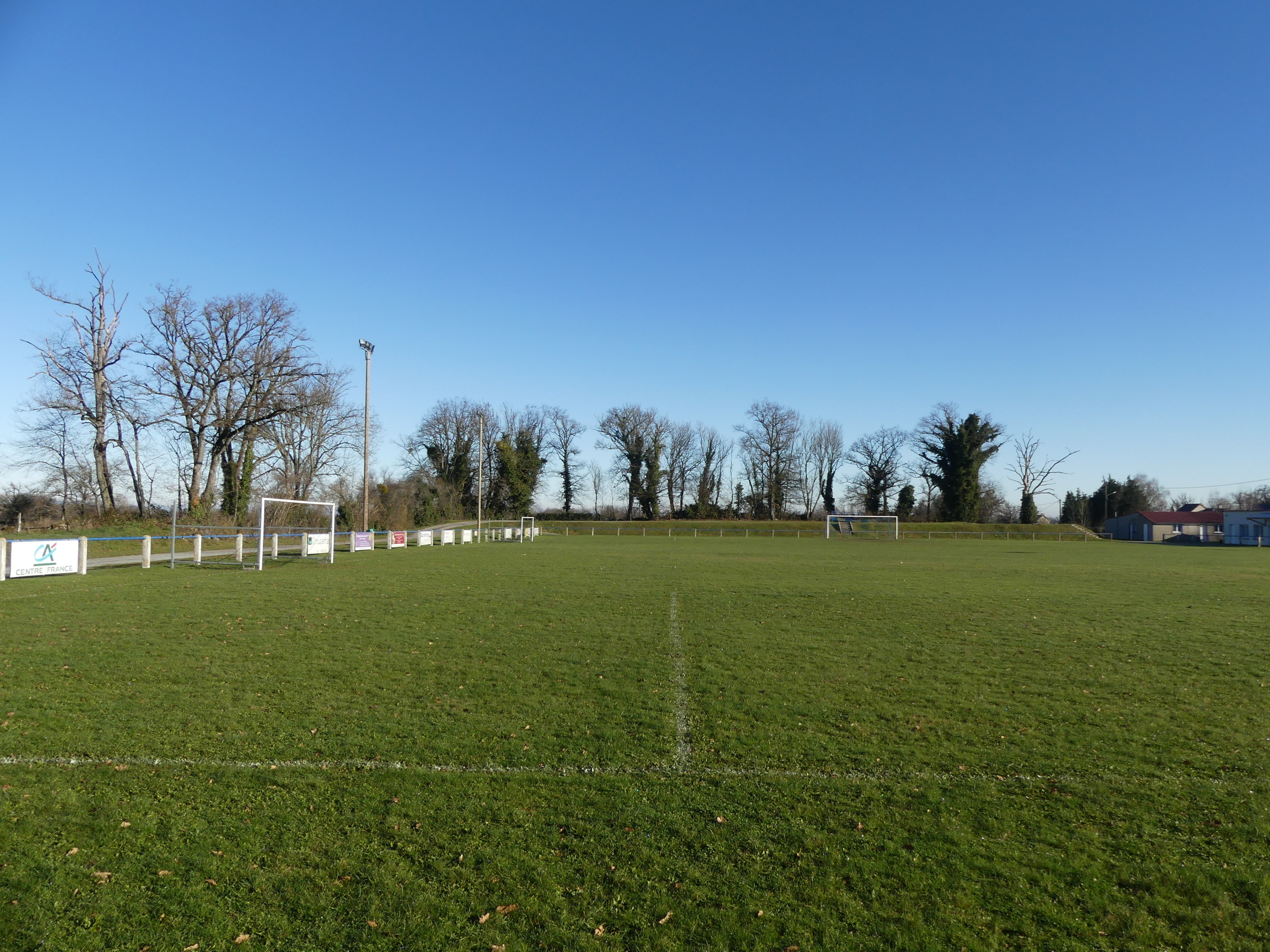
Le stade de Chénérailles.

- Stade communal.

## Économie

### Emploi
En 2021, parmi la population communale comprise entre 15 et 64 ans, les actifs représentent 294 personnes, soit 39,5 % de la population municipale. Le nombre de chômeurs (35) a légèrement diminué par rapport à 2015 (37) et le taux de chômage de cette population active s'établit à 11,9 %.

### Activités hors agriculture
66 établissements marchands non agricoles sont économiquement actifs en 2021 à Chénérailles,.
| Secteur d'activité                                                                                        | Commune | Commune | Département |
| Secteur d'activité                                                                                        | Nombre  | %       | %           |
| --- | ------- | ------- | ----------- |
| Ensemble                                                                                                  | 66      | 100 %   | (100 %)     |
| Industrie manufacturière, industries extractives et autres                                                | 3       | 4,5 %   | (11,3 %)    |
| Construction                                                                                              | 5       | 7,6 %   | (13,0 %)    |
| Commerce de gros et de détail, transports, hébergement et restauration                                    | 19      | 28,8 %  | (24,7 %)    |
| Information et communication                                                                              | 0       | 0,0 %   | (1,8 %)     |
| Activités financières et d'assurance                                                                      | 2       | 3,0 %   | (3,7 %)     |
| Activités immobilières                                                                                    | 5       | 7,6 %   | (8,6 %)     |
| Activités spécialisées, scientifiques et techniques et activités de services administratifs et de soutien | 8       | 12,1 %  | (13,2 %)    |
| Administration publique, enseignement, santé humaine et action sociale                                    | 16      | 24,2 %  | (13,7 %)    |
| Autres activités de services                                                                              | 8       | 12,1 %  | (10,0 %)    |

Le secteur du commerce de gros et de détail, des transports, de l'hébergement et de la restauration est prépondérant sur la commune puisqu'il représente 28,8 % du nombre total d'établissements de la commune (19 sur les 66 entreprises implantées à Chénérailles), contre 12,8 % au niveau départemental.

### Agriculture
La commune est dans la « Marche », une petite région agricole dans le département de la Creuse. En 2020, l'orientation technico-économique de l'agriculture  sur la commune est l'élevage bovin, orientation viande.
|               | 1988 | 2000 | 2010 | 2020 |
| ------------- | ---- | ---- | ---- | ---- |
| Exploitations | 11   | 11   | 12   | 10   |
| SAU (ha)      | 634  | 629  | 788  | 899  |

Le nombre d'exploitations agricoles en activité et ayant leur siège dans la commune est passé de 11 lors du recensement agricole de 1988 à 11 en 2000 puis à 12 en 2010 et enfin à 10 en 2020, soit une baisse de 10 % en 32 ans. Un  mouvement bien plus marqué est observé à l'échelle du département qui a perdu pendant cette période 58 % de ses exploitations (passant de 8 316 à 3 470),. La surface agricole utilisée sur la commune a augmenté, passant de 634 ha en 1988 à 899 ha en 2020. Parallèlement la surface agricole utilisée moyenne par exploitation a augmenté, passant de 58 à 90 ha.

## Culture locale et patrimoine

### Lieux et monuments

#### Patrimoine civil
- Restes de fortifications médiévales.
- Monument en mémoire du Docteur Paul Mondon.
- Monument en mémoire d'Aimé Monteil, fusillé par les Allemands le 14 août 1944.
- Le collège de Chénérailles était décoré de fresques réalisées par les élèves du peintre creusois Gabriel Chabrat, qui a aussi décoré de fresques l'église de Sous-Parsat, commune où il a son atelier. Gabriel Chabrat était professeur d'arts plastiques au collège. À l'intérieur du collège se trouve une tapisserie le Trafoujo.
- Stand Joseph-Lemasson : installation d'entraînement militaire créée au cours de la Première Guerre mondiale dans la forêt de Chénérailles, qui est aujourd'hui utilisée pour des activités de loisir[46].

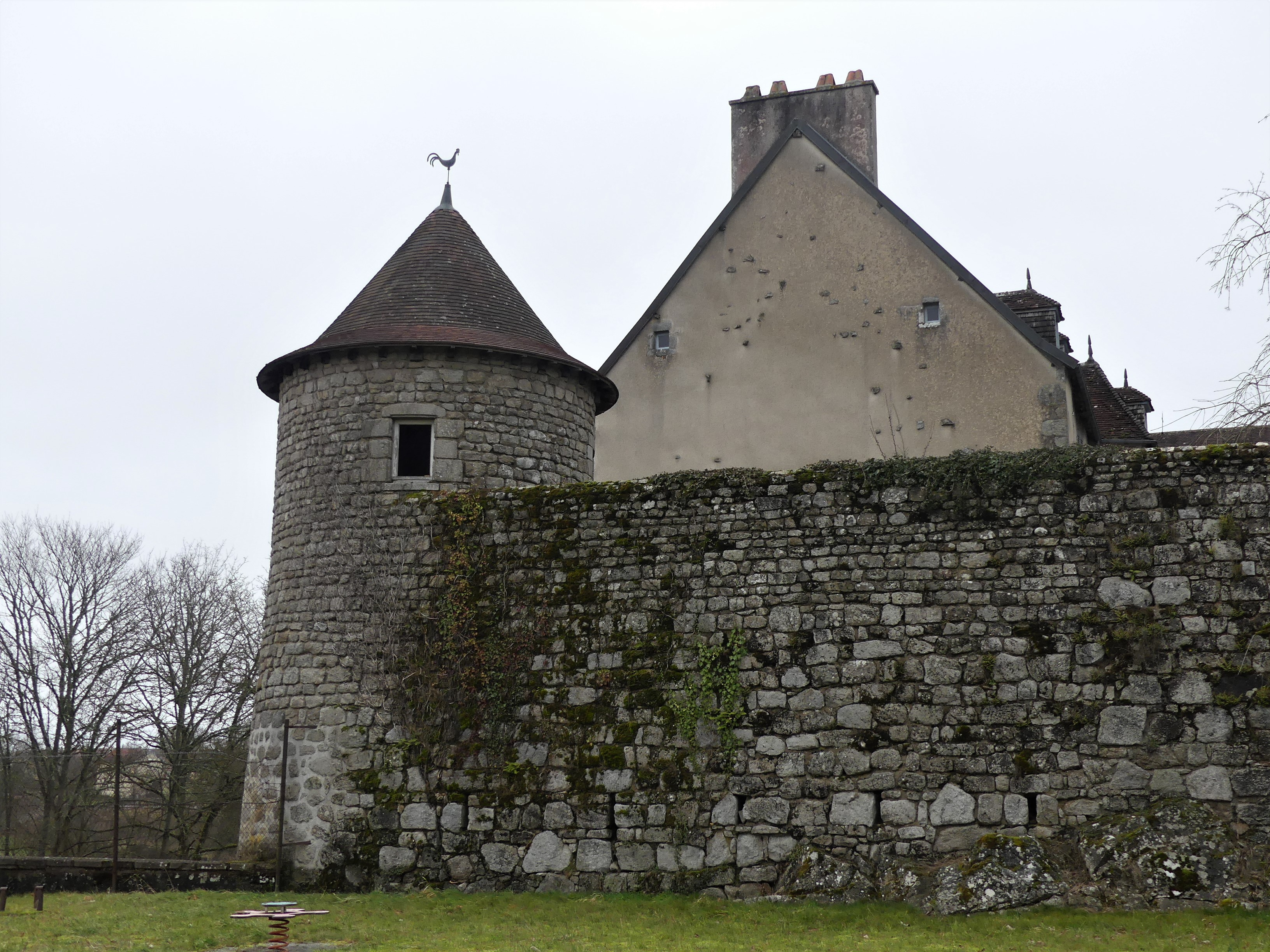
La tour nord-ouest.
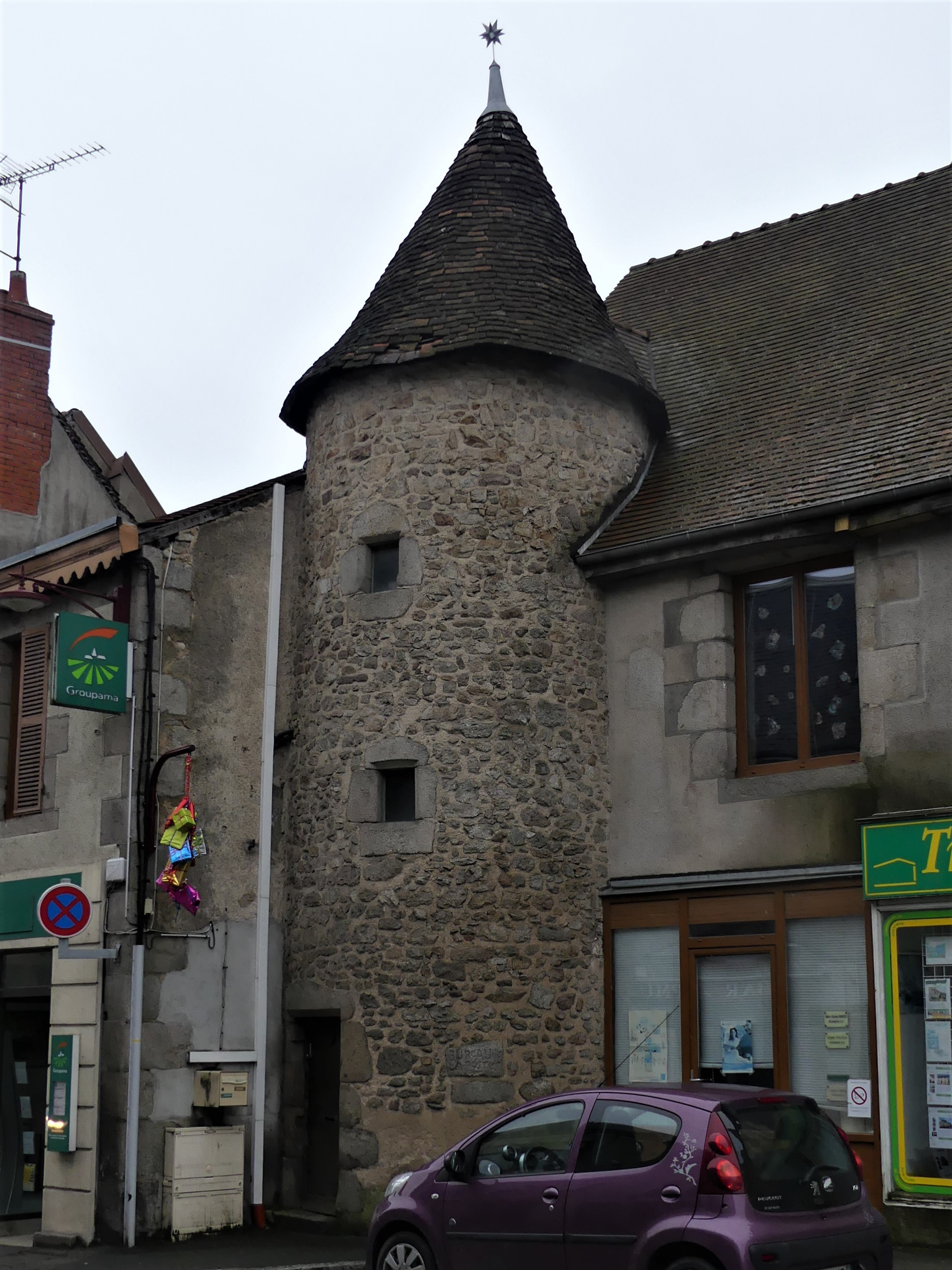
L'ancien bureau de poste.
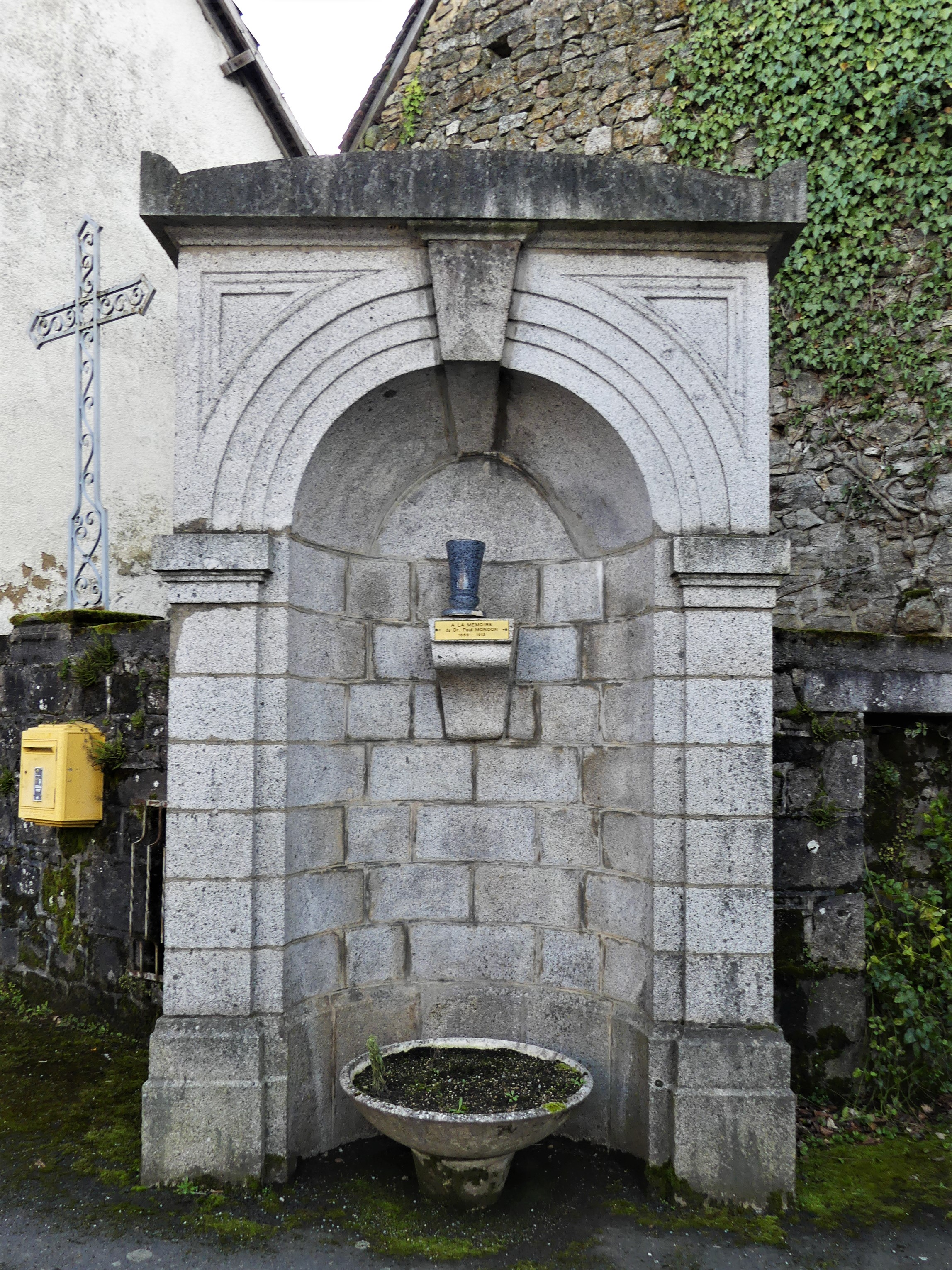
Monument en mémoire du Docteur Paul Mondon.
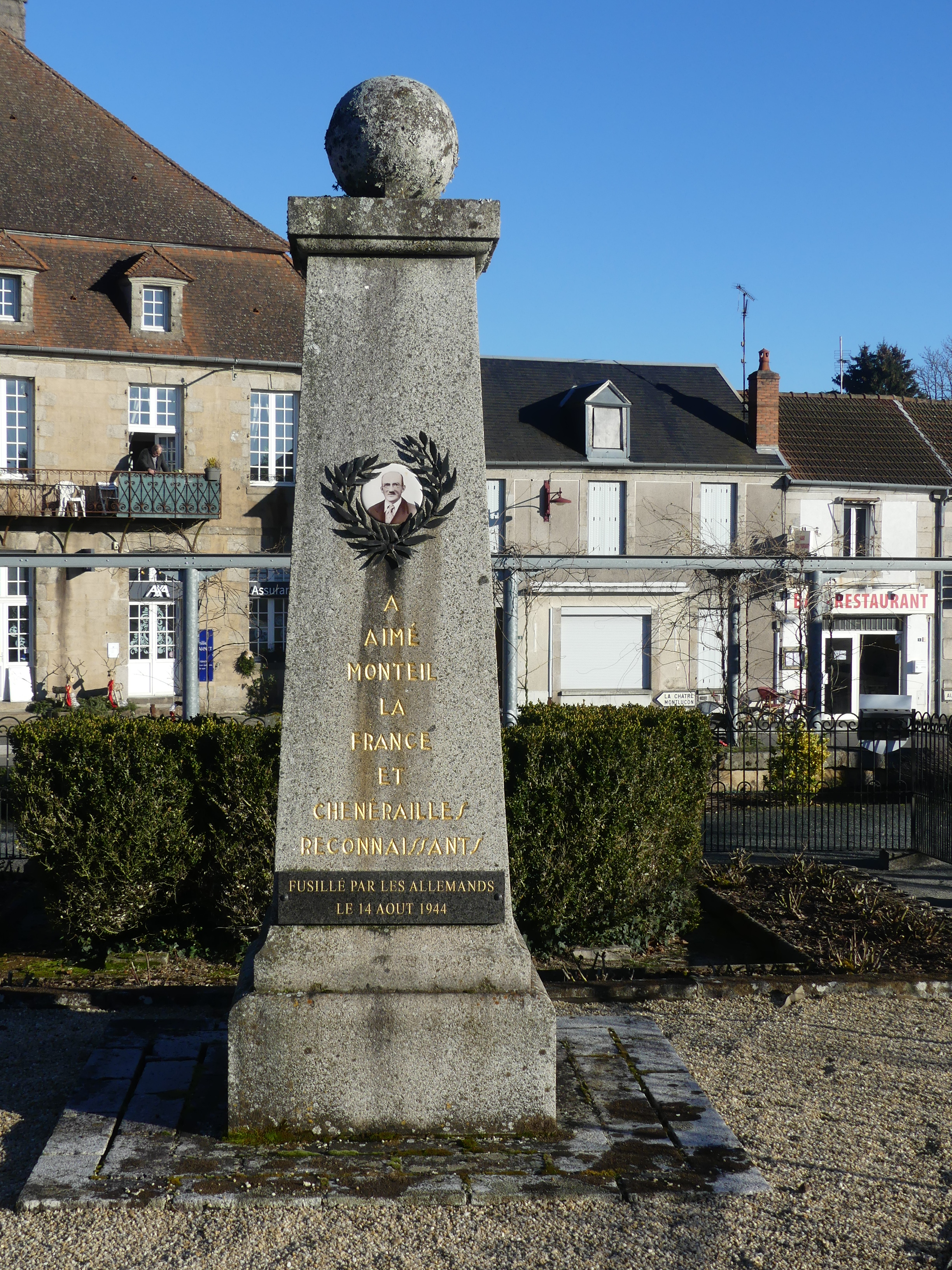
Monument en mémoire d'Aimé Monteil.
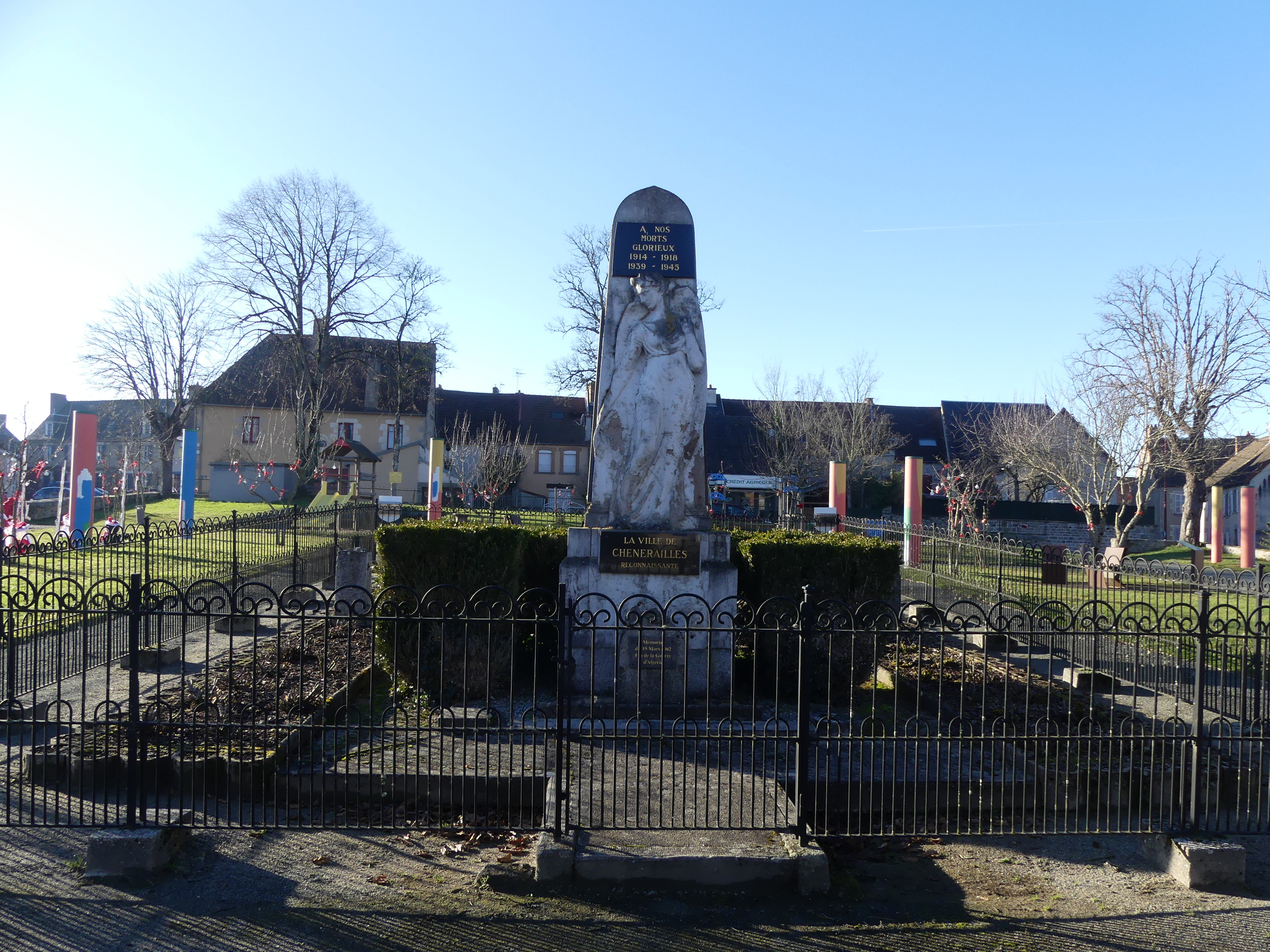
Le monument aux morts de Chénérailles.
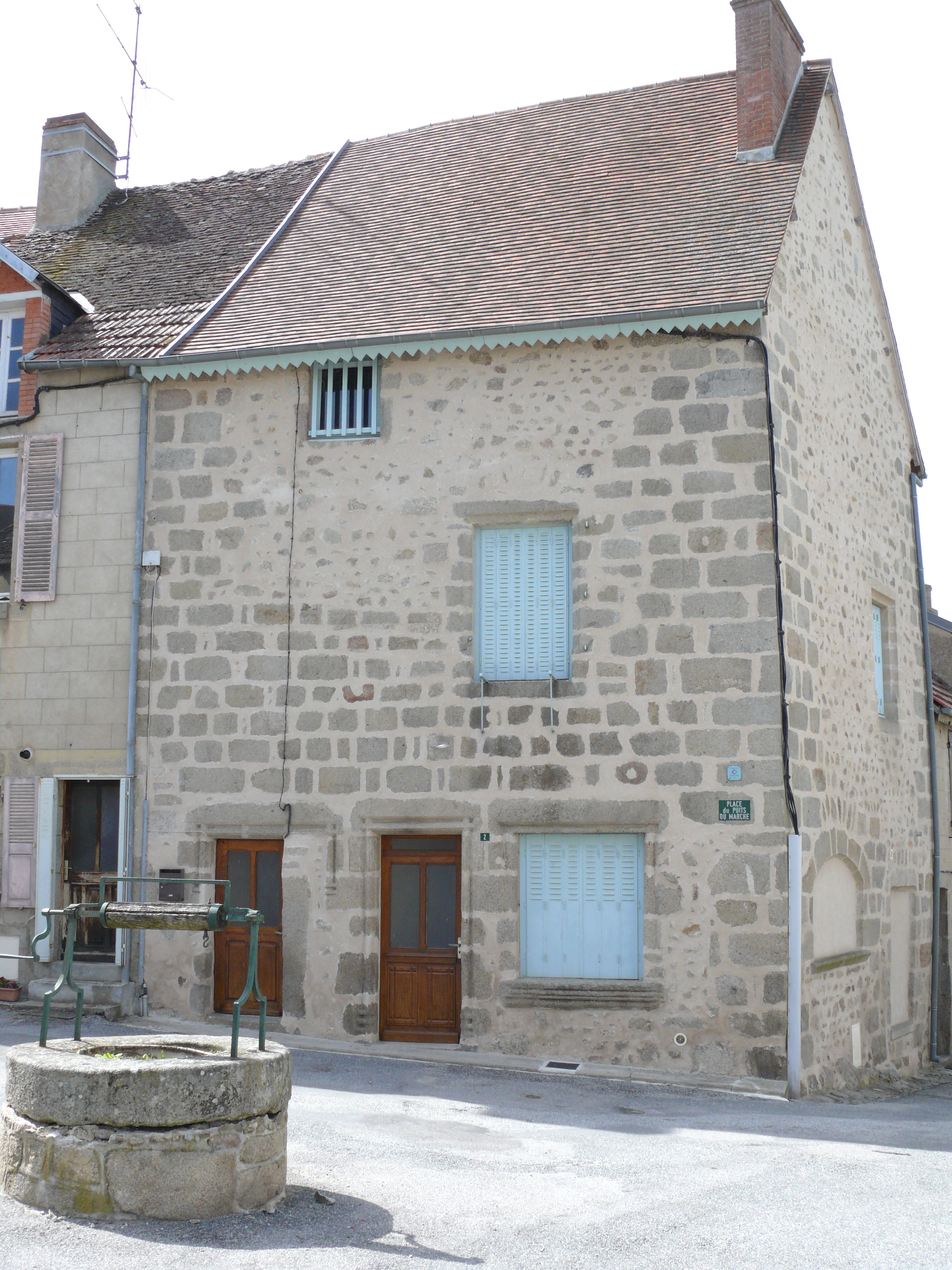
Maison, place du Puits-du-Marché.
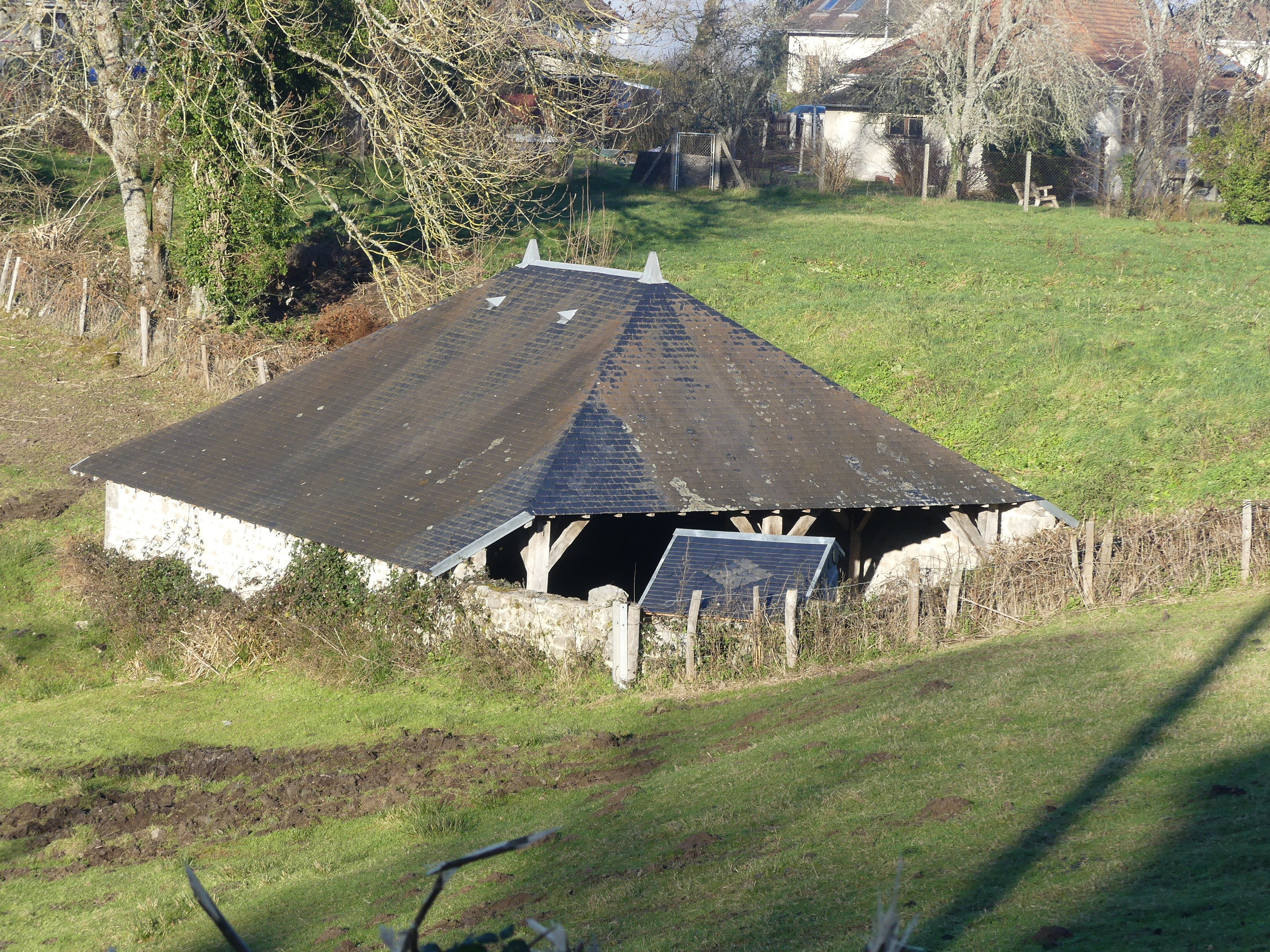
Le lavoir du XIXe siècle, en bordure du bourg.

#### Patrimoine religieux
- Église Saint-Barthélémy du XIIIe siècle, inscrite au titre des monuments historiques en 1960[47] avec boiseries, stalles et fresques. Elle recèle le « tombeau de Barthélemy de la Place », une plaque funéraire de calcaire du début du XIVe siècle, sculptée de 27 personnages[48]. L'ensemble du décor du chœur, dont les stalles, est classé au titre des monuments historiques depuis 1959[49]. Une statue du XIVe siècle représentant Notre-Dame de Chénérailles est également classée depuis 1955[50].
- La chapelle Notre-Dame-de-la-Forêt[51], au sud-ouest du bourg, route d'Ahun, au pied du château d'eau.

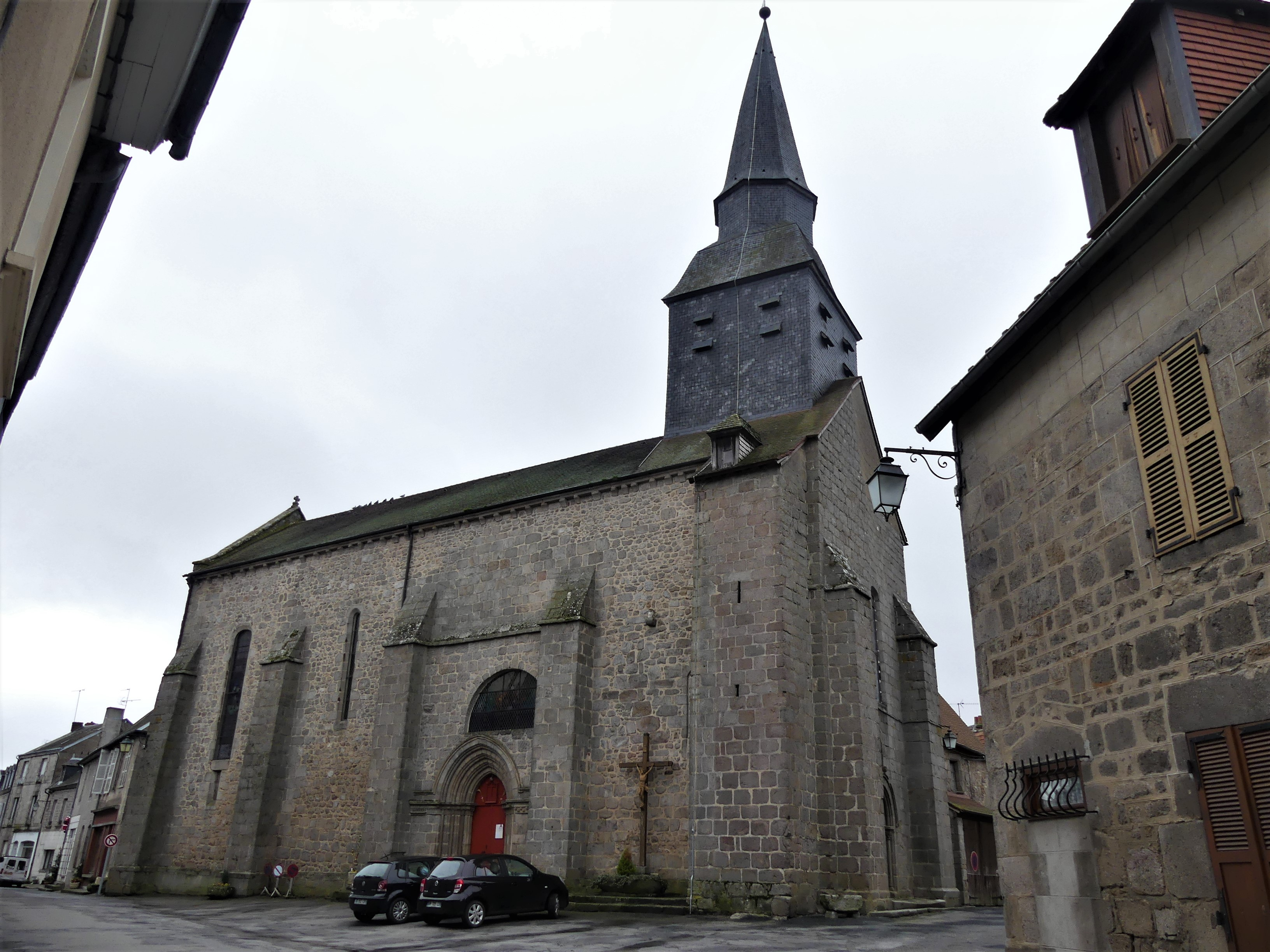
L'église Saint-Barthélémy.
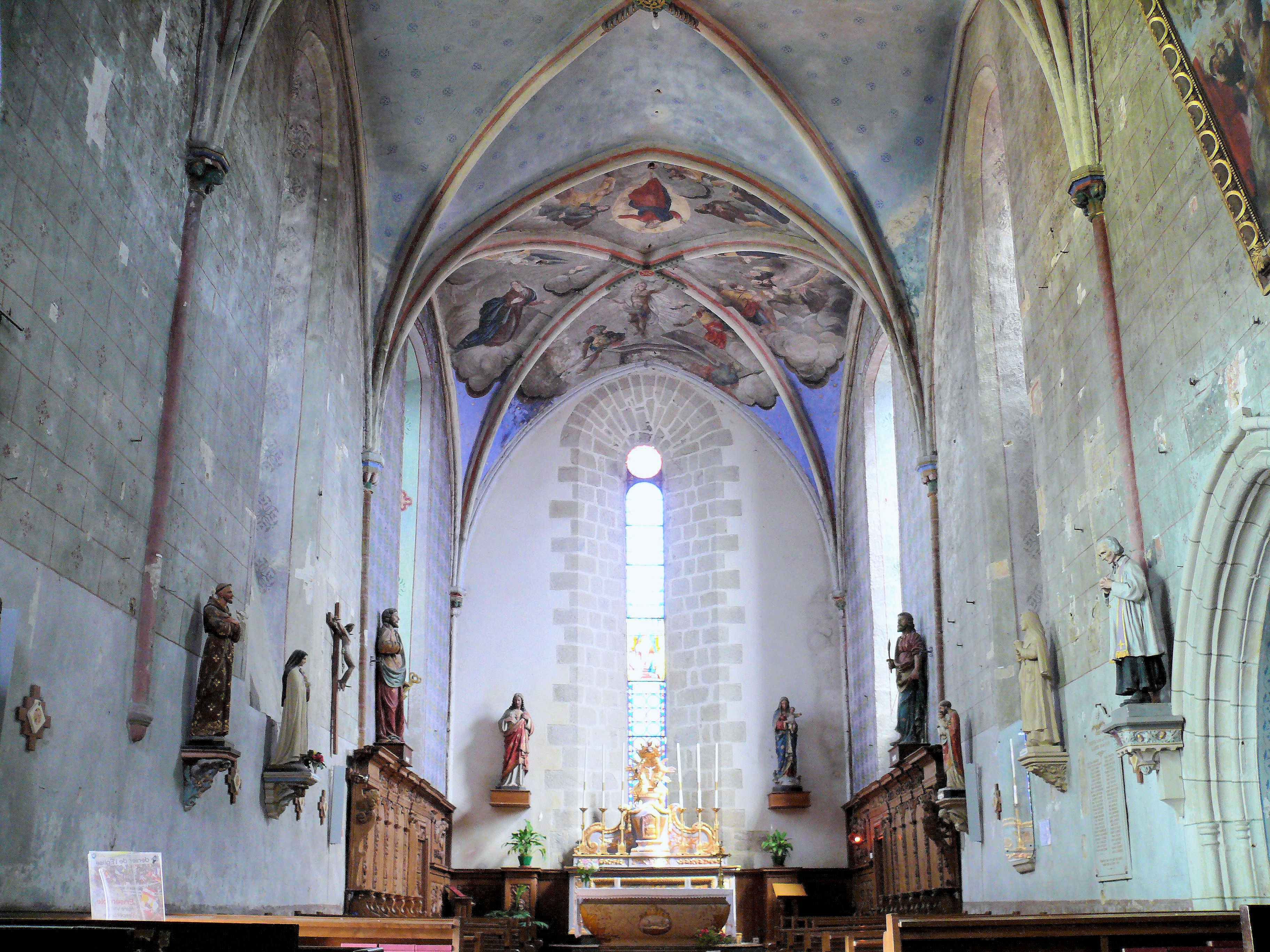
La nef.
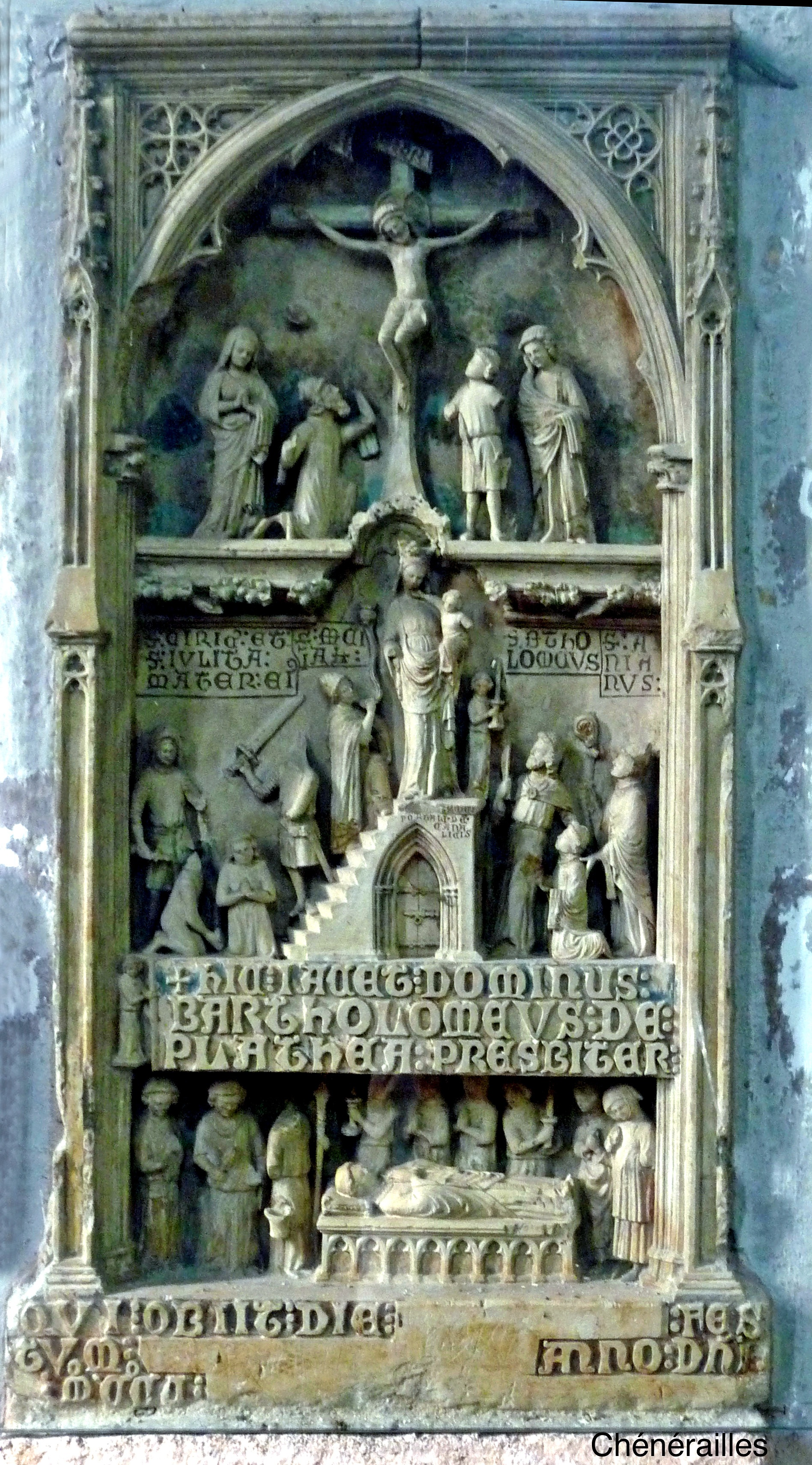
Plaque funéraire du tombeau de Barthélemy de la Place.
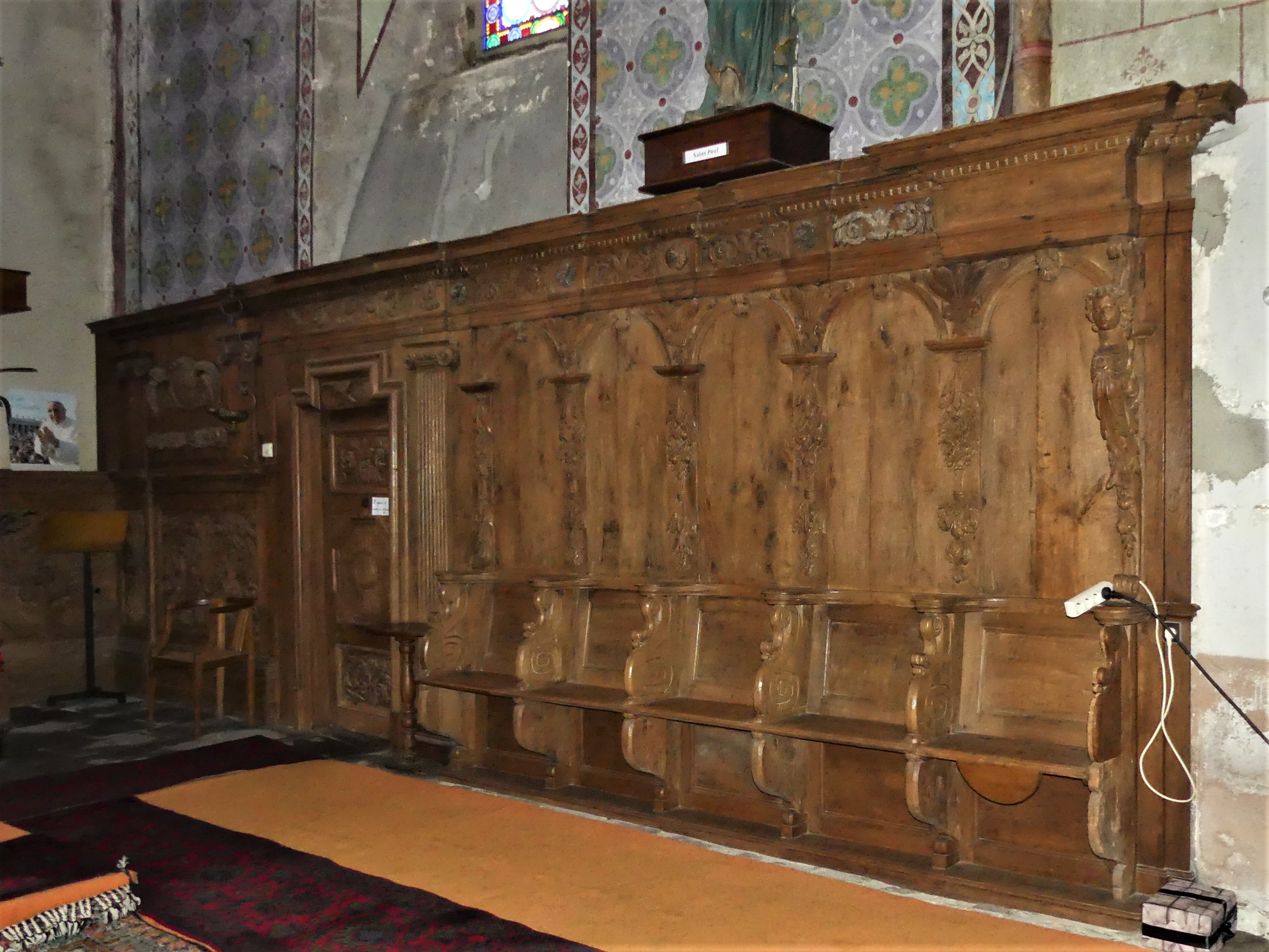
Stalles du chœur.
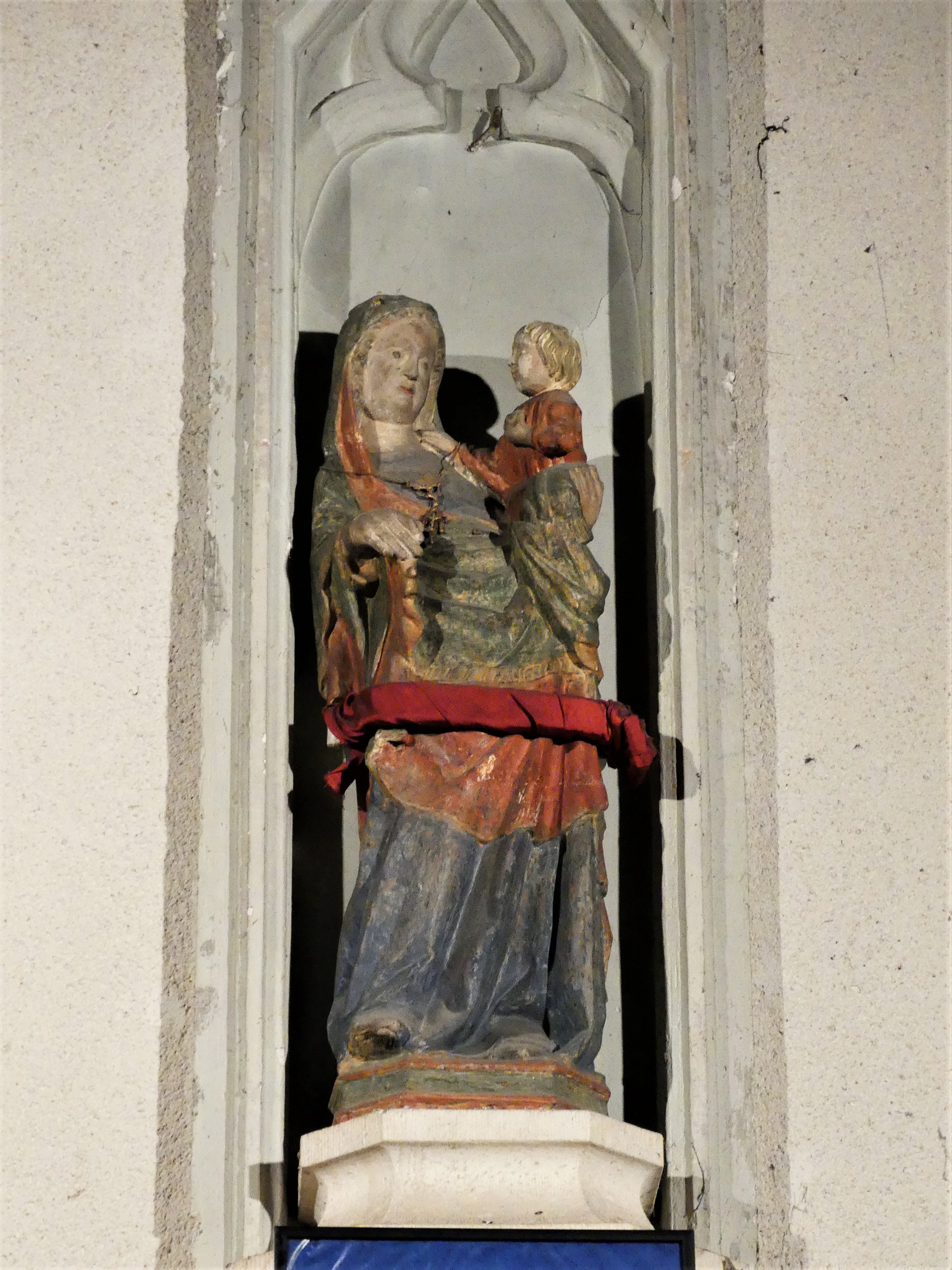
Statue de Notre-Dame de Chénérailles.
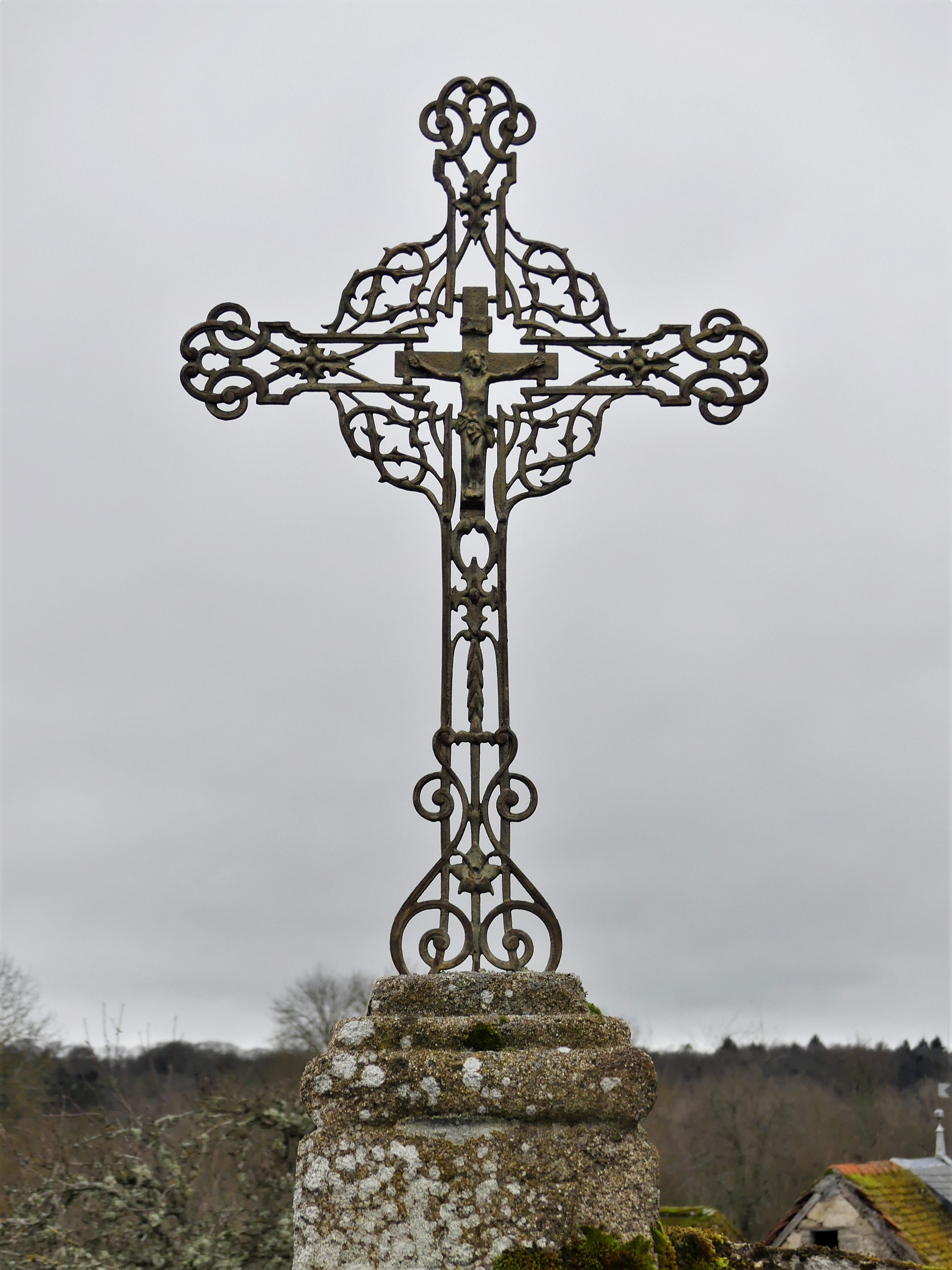
Croix de chemin au lieu-dit le Trésorier.

### Personnalités liées à la commune
- François Goubert (1735-1815), est un homme d'Église et un homme politique français. Fils de Jean Goubert, fabricant de tapisseries, et de Marie Cartier, docteur en théologie, il est prévôt d'Aubusson en 1762, puis curé à Bellegarde et official de Chénérailles. Il est élu le en 1789 député du clergé de la Creuse.
- Guillaume Boëry (1747-1822), né à Chénérailles ; député du Tiers état en 1789, député au Conseil des Cinq-Cents, membre du Conseil Législatif, chevalier de l'Empire.
- Gilbert-Amable Faure-Conac (1755-1819), est un homme politique mort à Chénérailles.
- Jean Gilles Joseph Gerbaud (1762-1818), homme politique né à Chénérailles.
- Guy Eclache (1918-1945) était un membre de la police grenobloise durant l'occupation allemande de Chénérailles, de septembre 1943 au mois d'août 1944. SS et tortionnaire, il fut « l'ennemi public no 1 » à la Libération, traqué et retrouvé par Pierre Fugain, le père de Michel Fugain.
- Georges Sarre (1935-2019), homme politique, né à Chénérailles, ancien secrétaire d'État, adjoint au maire de Paris chargé de la sécurité et de la prévention, ancien député, ancien maire du 11e arrondissement de Paris.

### Héraldique

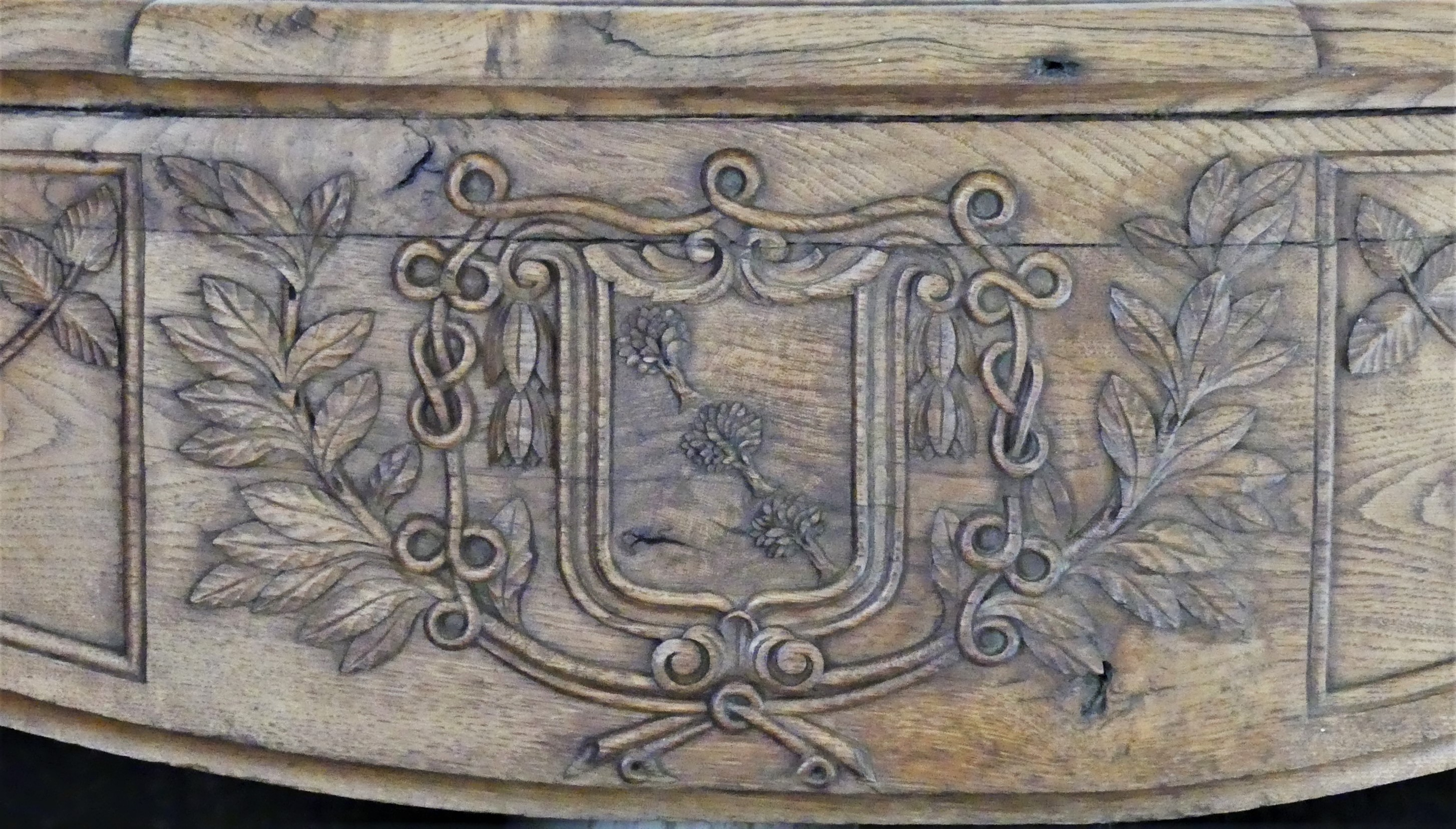
Manteau de cheminée sculpté aux armoiries de Chénérailles.

| Blason de Chénérailles | Blason  | De gueules aux trois chênes d'or posés et rangés en bande. |
| Blason de Chénérailles | Détails | Le statut officiel du blason reste à déterminer.           |